# Personaggi di Star Trek: The Next Generation
Questa è una lista dei personaggi della serie televisiva Star Trek: The Next Generation, apparsi anche in opere derivate dalla stessa, quali fumetti, romanzi e videogiochi.

## Descrizione
Più numeroso, complesso e articolato che nella serie classica, il gruppo di personaggi della Next Generation è composto da otto protagonisti fissi, nessuno dei quali si può però considerare un vero e proprio comprimario. La coralità e la totale assenza di conflitti costituiscono una marcata differenza rispetto alla serie originale di Star Trek. Jean-Luc Picard (interpretato dall'attore shakespeariano Patrick Stewart), originario della Borgogna, è un capitano saggio e autorevole, meno impulsivo e propenso all'azione di Kirk. La sua componente avventurosa è dunque rappresentata soprattutto dal suo Primo ufficiale, il comandante William T. Riker (Jonathan Frakes), audace e affascinante.
Il capitano Picard è costantemente supportato dal consigliere (counselor) Deanna Troi (Marina Sirtis), proveniente per stirpe materna dal pianeta Betazed, dalle capacità empatiche assai sviluppate. La dottoressa Beverly Crusher (Gates McFadden) è invece l'ufficiale medico e reca con sé un figlio, Wesley (Wil Wheaton), precocemente dotato per le discipline scientifiche. L'ingegnere capo è Geordi La Forge (LeVar Burton), cieco dalla nascita ma dotato di un impianto visivo artificiale. L'elemento "alieno" della squadra è in questa serie rappresentato dall'androide Data (Brent Spiner), un essere artificiale la cui commovente tensione alla ricerca di una dimensione umana è uno dei temi di fondo della serie. Completa il variegato equipaggio il tenente Worf (Michael Dorn), un Klingon allevato da genitori adottivi umani, il primo della sua bellicosa specie a essere diventato ufficiale nella Flotta Stellare.
Nella seconda stagione la dottoressa Katherine Pulaski sostituisce come ufficiale medico la dottoressa Crusher, che ritorna nella terza stagione. A più riprese compare il personaggio di Lwaxana Troi, madre di Deanna, interpretata da Majel Barrett, già presente nella serie classica nella parte dell'infermiera Christine Chapel.

## Personaggi principali
- Jean-Luc Picard, interpretato da Patrick Stewart (stagioni 1-7), David Tristan Birkin (stagione 6, adolescente) e da Marcus Nash (stagione 6, giovane), doppiato in italiano da Alessandro Rossi, Pino Locchi e Maurizio Trombini.
- Data, interpretato da Brent Spiner (stagioni 1-7), doppiato in italiano da Marco Mete.
- William T. Riker, soprannominato Numero Uno, interpretato da Jonathan Frakes (stagioni 1-7), doppiato in italiano da Sergio Di Stefano.
Primo ufficiale dell''Enterprise D. Ex di Deanna Troi, che in seguito sposerà e con cui avrà due figli. Il personaggio compare anche in seguito nei film tratti dalla serie, in Star Trek: Enterprise e Star Trek: Picard.
- Deanna Troi, interpretata da Marina Sirtis (stagioni 1-7), doppiata in italiano da Anna Rita Pasanisi.
- Worf, interpretato da Michael Dorn (stagioni 1-7), doppiato in italiano da Claudio Fattoretto.
- Geordi La Forge, interpretato da LeVar Burton (stagioni 1-7), doppiato in italiano da Vittorio De Angelis.
- Beverly Crusher, interpretata da Gates McFadden (stagioni 1, 3-7), doppiata in italiano da Serena Verdirosi.
- Wesley Crusher, interpretato da Wil Wheaton (stagioni 1-7) e da William Wallace (stagione 1), doppiato in italiano da Daniele Carnini e Stefano Crescentini.
- Tasha Yar, interpretata da Denise Crosby (stagione 1), doppiata in italiano da Isabella Pasanisi.

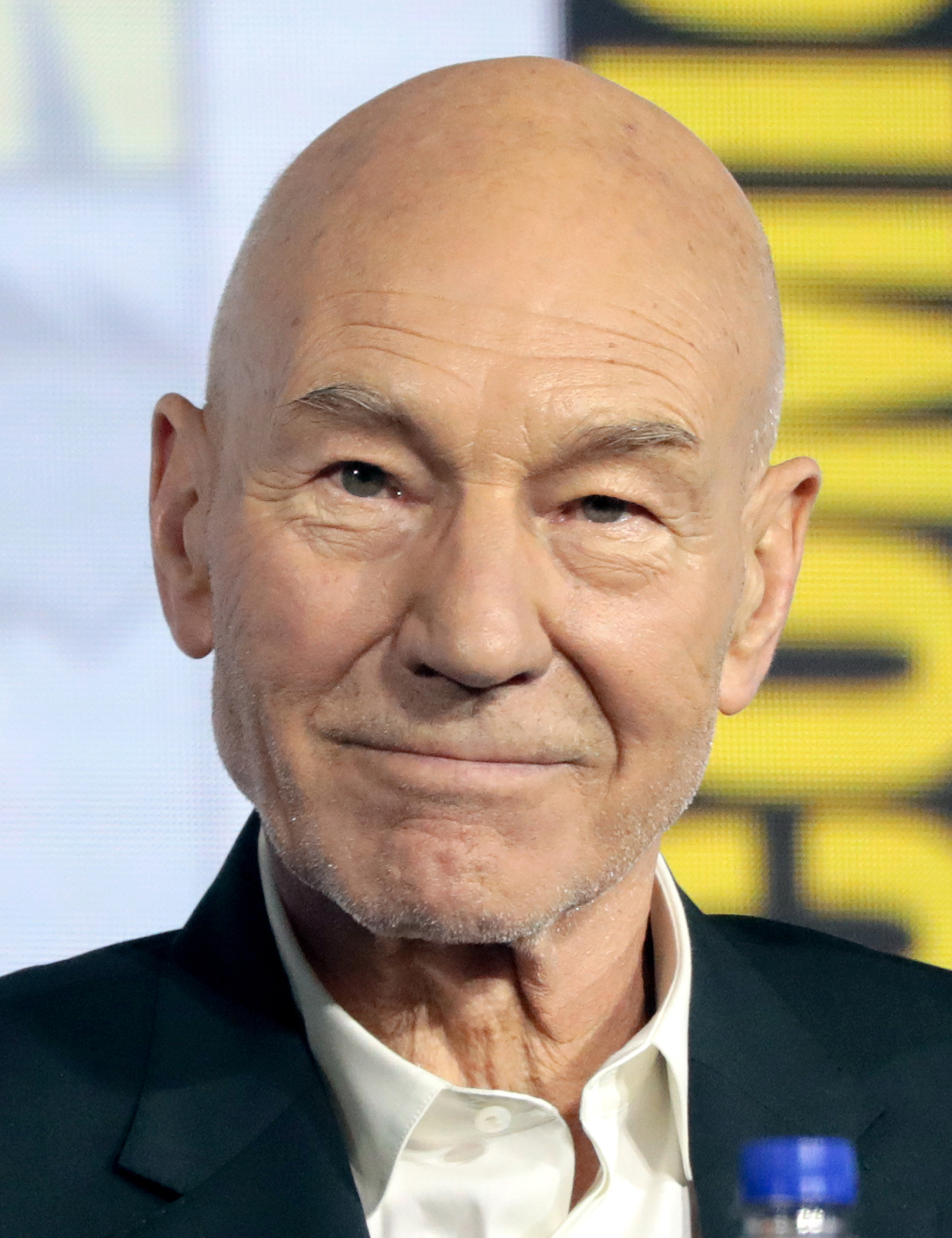
Patrick Stewart, interprete di Jean-Luc Picard
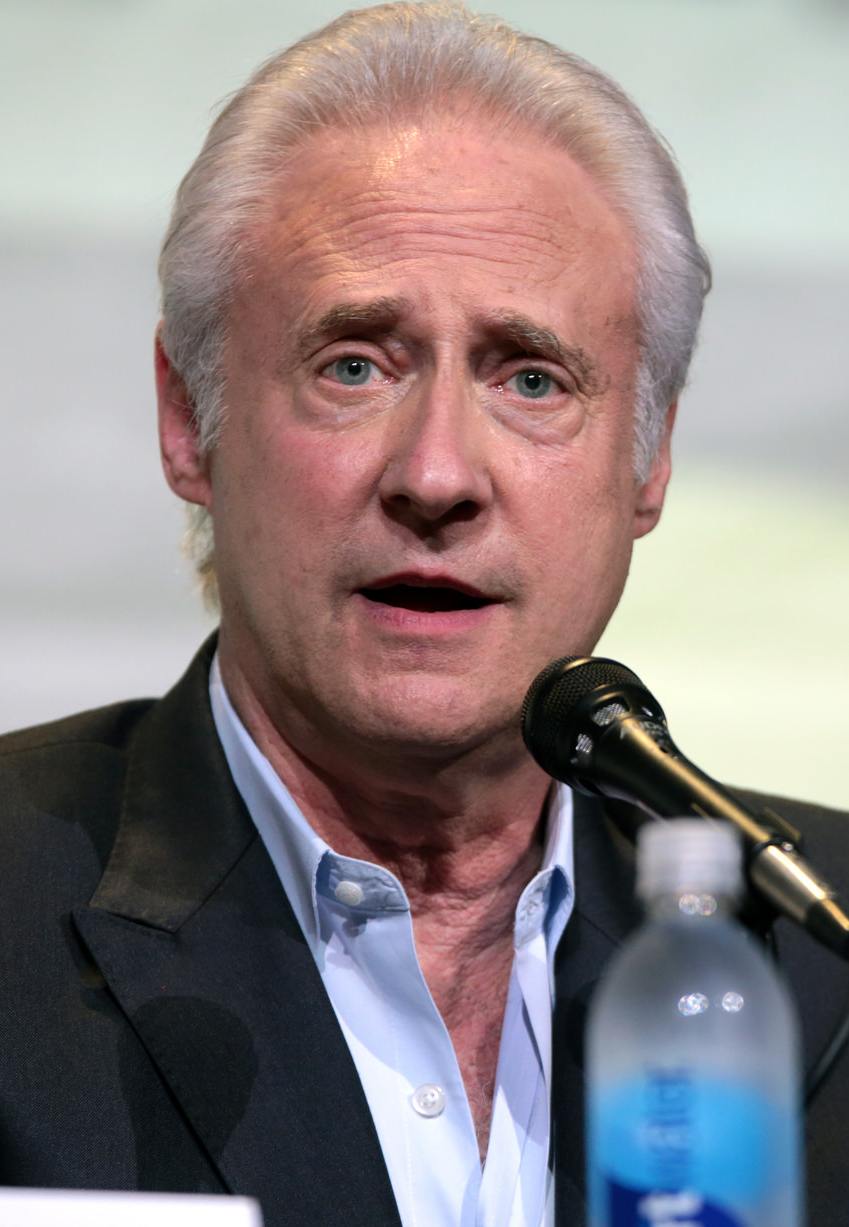
Brent Spiner, interprete di Data, Lore e Noonien Soong
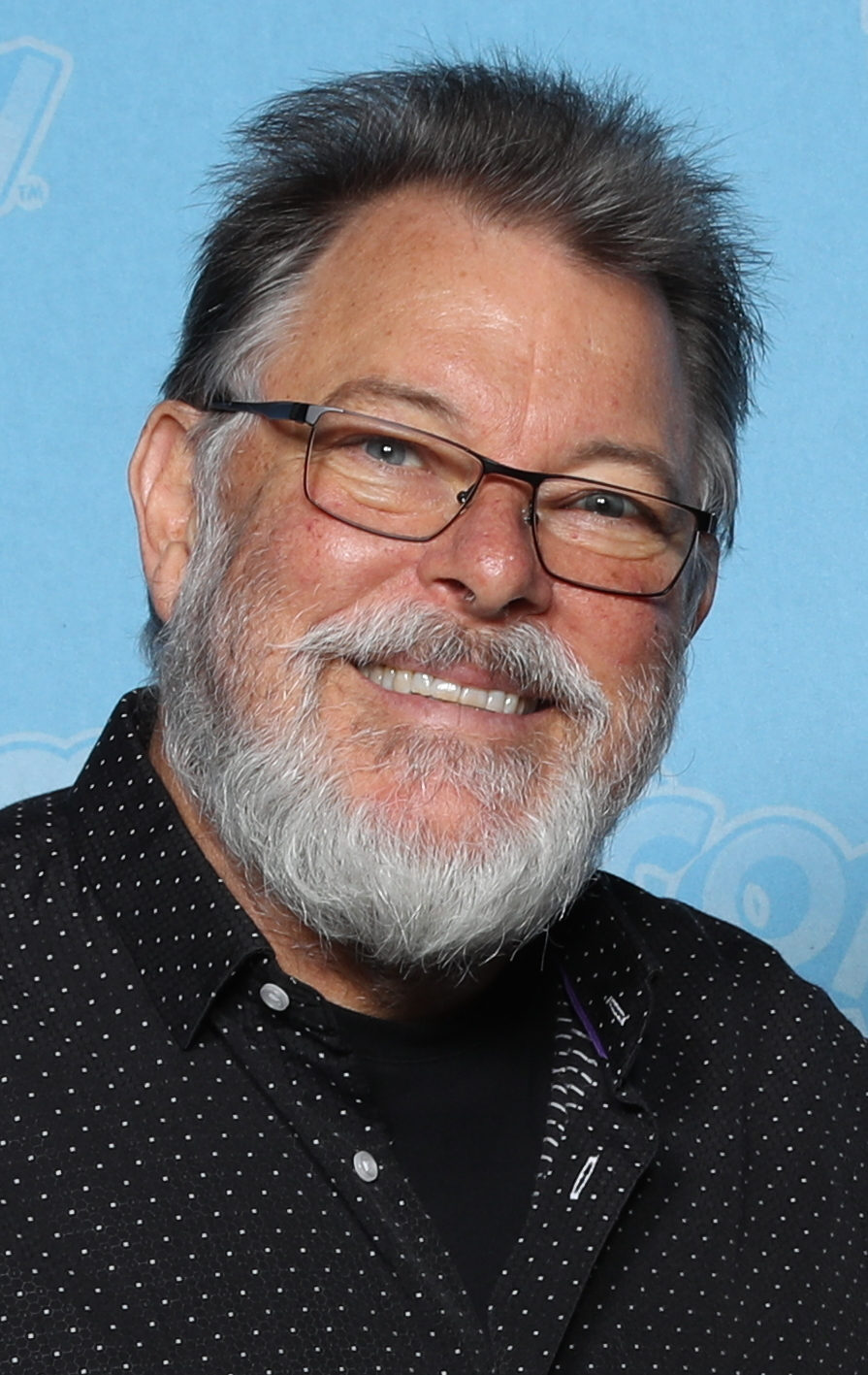
Jonathan Frakes, interprete di William T. Riker e Thomas Riker
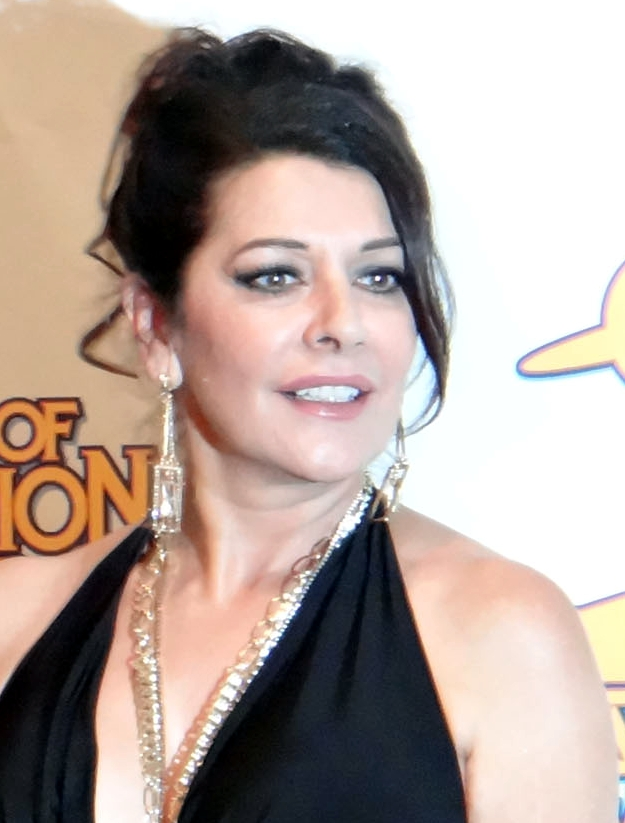
Marina Sirtis, interprete di Deanna Troi
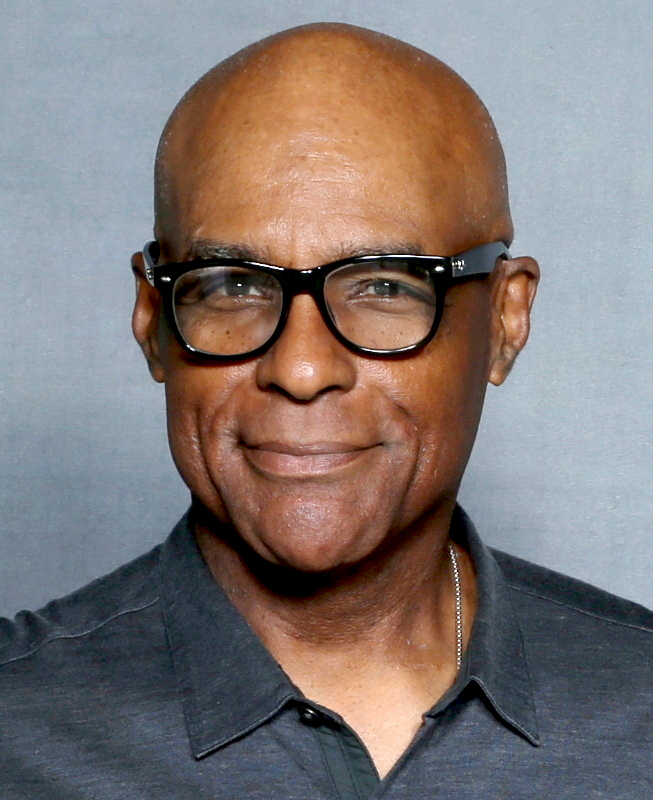
Michael Dorn, interprete di Worf
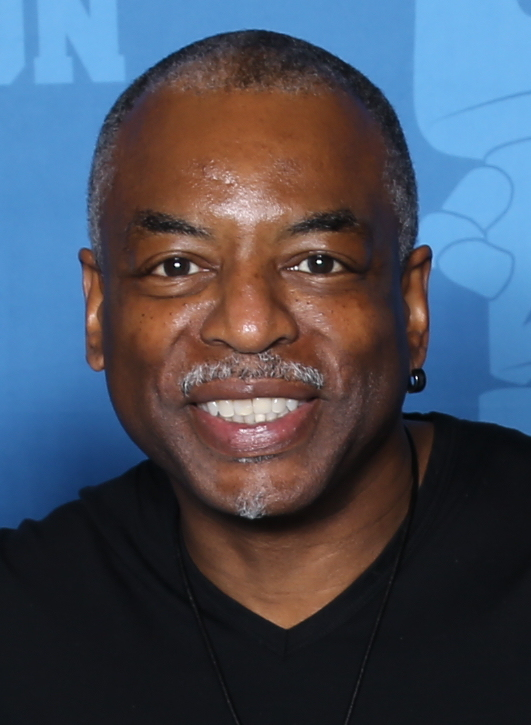
LeVar Burton, interprete di Geordi La Forge
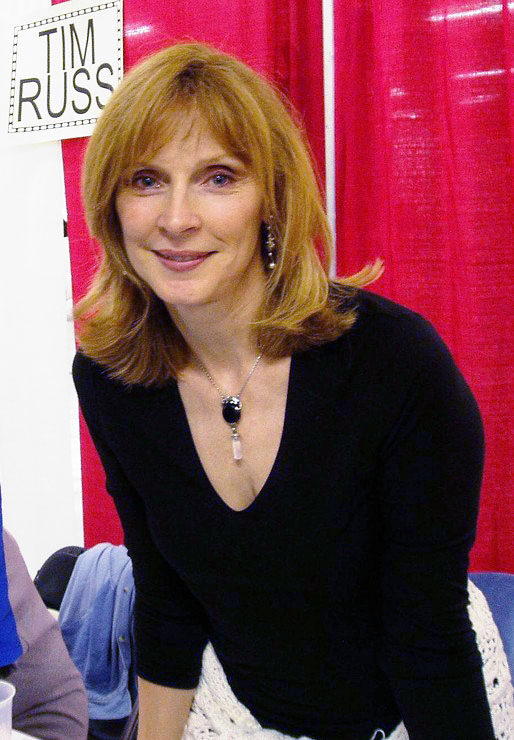
Gates McFadden, interprete di Beverly Crusher
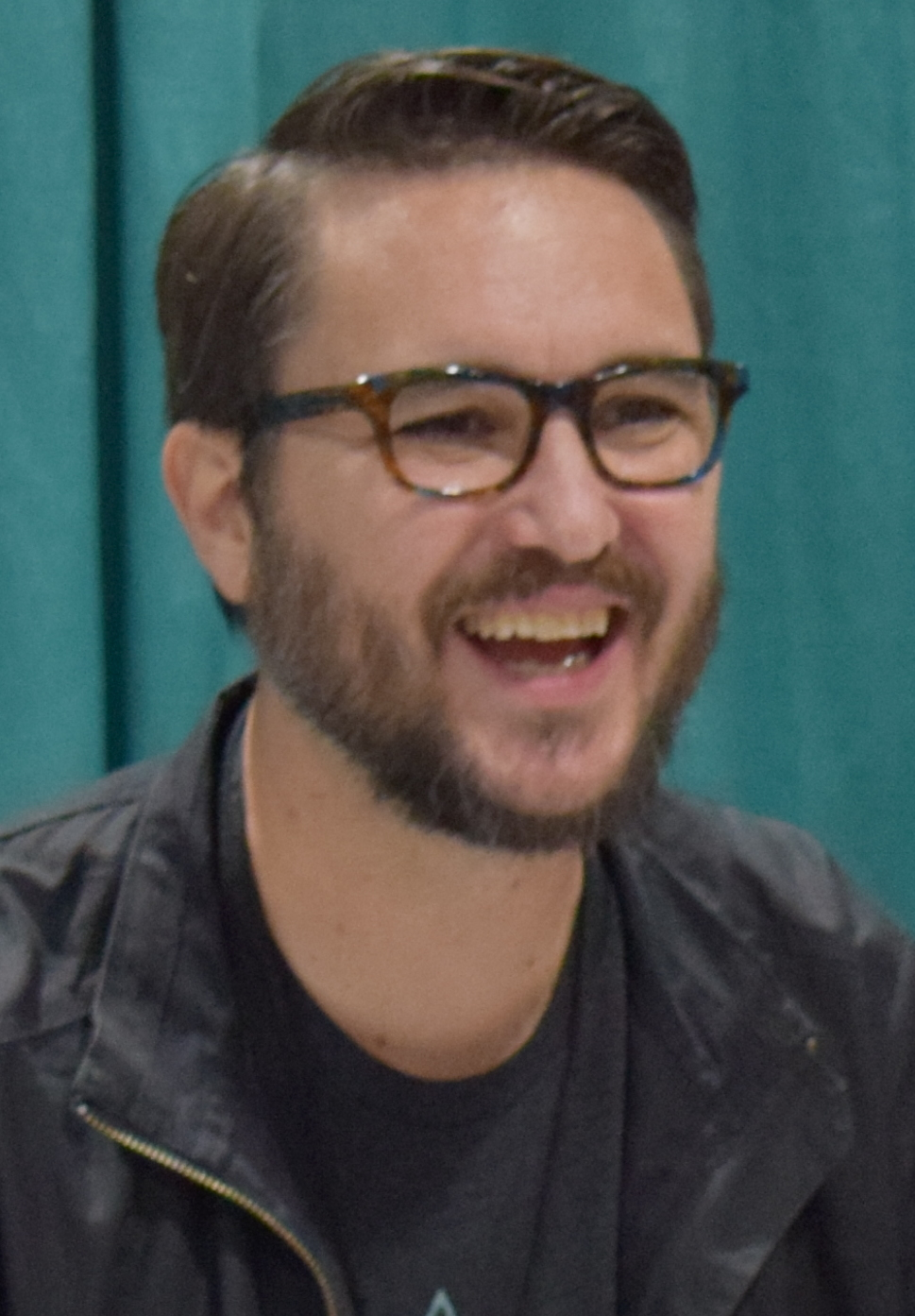
Wil Wheaton, interprete di Wesley Crusher
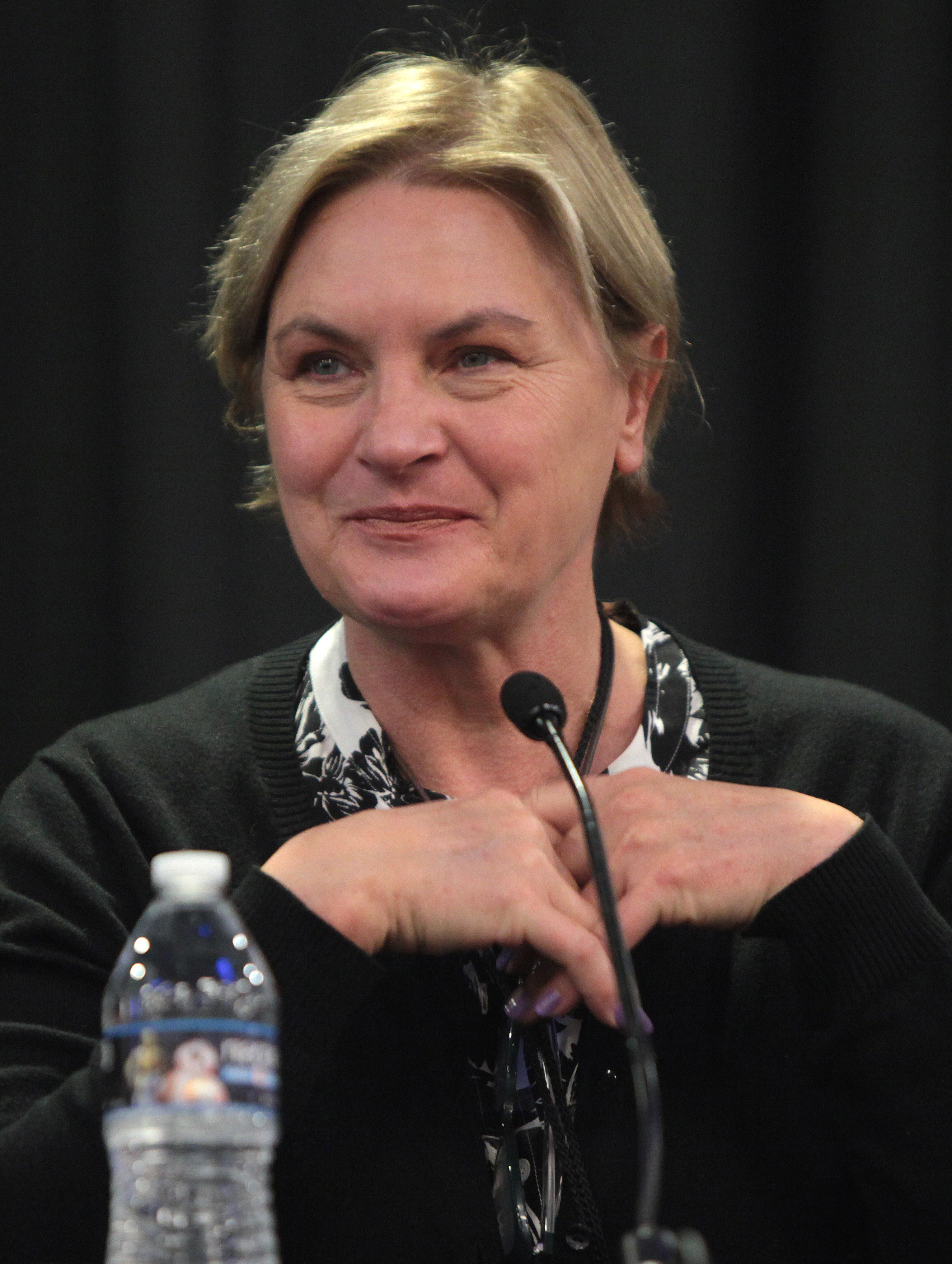
Denise Crosby, interprete di Tasha Yar e Sela

## Personaggi secondari
- Alexander Rozhenko/K'mtar (stagioni 4-7), interpretato da Jon Steuer, Brian Bonsall, James Sloyan e Marc Worden.[2]
È il figlio di Worf e di K'Ehleyr. A 50 anni compie un viaggio nel passato, tornando nell'anno 2370 per cambiare il corso della propria vita, insegnando a sé stesso bambino come diventare un vero guerriero Klingon.
- Anya (episodio 2×10), interpretata da Paddi Edwards (donna anziana), Mädchen Amick (donna giovane), Cindy Sorensen (animale peloso) e Alex Daniels (grande creatura), doppiata in italiano da Cristina Grado.
Anya è una mutaforma aliena in grado di assumere qualunque forma umanoide.
- Armus (stagione 1), interpretato da Mart McChesneyArmus, originalmente doppiato da Ron Gans, doppiato in italiano da Renato Mori.
Armus è creatura aliena che vive sul pianeta Vagra II, dall'aspetto fluido e oleoso, una massa nera simile a petrolio, che si rende responsabile della morte di Tasha Yar. Armus è stato creato da una razza di Titani che ha trovato il modo di portare in superficie tutto ciò che è male e negativo. Tutte le malvagità sono state rimosse, raccolte e aggregate insieme. Con il tempo questa massa ha creato una seconda pelle, umida e viscida, andando a formare l'essere chiamato Armus, che venne abbandonato in solitudine su Vagra II. La creatura Armus trae piacere dal terrore, dal dolore e dalla sofferenza altrui.[3][4] Armus compare nell'episodio La pelle del male (Skin of Evil, prima stagione, 1989) e, come materiale d'archivio, nell'episodio Ombre dal passato (Shades of Gray, seconda stagione, 1989). Ricompare, inoltre, nella serie Star Trek: Lower Decks, spin-off di The Next Generation, nell'episodio della seconda stagione La spia tra di noi (The Spy Humongous, 2021).
- B'Etor Duras (stagioni 4, 5, 7), interpretata da Gwynyth Walsh, doppiata in italiano da Tiziana Avarista.
Klingon, sorella di Lursa, è un'acerrima nemica di Jean-Luc Picard.
- Bruce Maddox (stagione 2), interpretato da Brian Brophy, doppiato in italiano da Nino Prester.
Scienziato della Federazione, interessato alla vita sintetica, tenta di impossessarsi di Data per studiarne il cervello positronico. In seguito riapparirà nella serie Star Trek: Picard, interpretato da John Ales, dove è impiegato al Daystrom Institute, in cui lavora allo studio di nuovi androidi.
- Edward Jellico (stagione 6), interpretato da Ronny Cox, doppiato in italiano da Cesare Barbetti.
Capitano della Flotta, per un breve periodo assume il comando dell'Enterprise D al posto di Jean-Luc Picard, scontrandosi con il comandante Riker per la sua dura disciplina. Prima di tale incarico era ufficiale comandante della USS Cairo, incarico che torna a ricoprire una volta terminato il breve periodo al comando della nave ammiraglia della Flotta. Jellico appare nella prima e seconda parte dell'episodio Il peso del comando della sesta stagione. Quindici anni dopo lo ritroviamo, con il grado di ammiraglio, nella serie animata in computer grafica Star Trek: Prodigy.
- Elizabeth Shelby (stagioni 3-4), interpretata da Elizabeth Dennehy, doppiata da Vittoria Febbi.
È una comandante della Flotta Stellare che compare nel doppio episodio a cavallo della terza e quarta stagione L'attacco dei Borg, prima e seconda parte (The Best of Both Worlds, 1990). Viene nominata Primo ufficiale della USS Enterprise D durante la Battaglia di Wolf 359, quando Jean-Luc Picard viene assimilato dai Borg diventando Locutus di Borg e guidando l'attacco contro la Federazione, e Riker viene nominato capitano pro tempore. Il personaggio riappare prima nel quinto episodio della seconda stagione della serie Star Trek: Lower Decks, La vergogna dei Doopler (An Embarrassment of Dooplers, 2021), e quindi nel nono episodio della terza stagione di Star Trek: Picard, Vox (Võx, 2023) dove, con il grado di ammiraglio di flotta, è al comando della USS Enterprise F, dove viene alla fine uccisa da due sottufficiali assimilati dai Borg.
- Gowron (stagioni 2-6), interpretato da Robert O'Reilly, doppiato in italiano da Gianfranco Bellini e Dario Penne.
Cancelliere dell'Impero Klingon, Gowron assurge al potere nel 2367, dopo la morte di Duras per mano di Worf. In Star Trek: Deep Space Nine Worf alla fine ucciderà anche Gowron, mettendo fine al suo cancellierato e facendo assurgere al comando al suo posto il generale Martok. Oltre a The Next Generation e Deep Space Nine, il personaggio appare inoltre, doppiato sempre da O'Reilly, in numerosi videogiochi del franchise.
- Guinan (stagioni 2-6), interpretata da Whoopi Goldberg (stagioni 2-6) e da Isis J. Jones (stagione 6, bambina), doppiata in italiano da Franca Lumachi.
El-Auriana, è la saggia barista del bar di prora dell'Enterprise D, che elargisce spesso utili consigli al capitano Jean-Luc Picard e all'equipaggio dell'astronave. Oltre che in The Next Generation, Guinan apparirà anche nei due film Generazioni e Star Trek - La nemesi.
- Il Viaggiatore (in inglese The Traveler, stagioni 1-7), interpretato da Eric Menyuk (stagioni 1, 4, 7) e Tom Jackson (stagione 7, come Lakanta), doppiato in italiano da Luciano Marchitello (stagione 1), Antonio Sanna (stagione 4) e Nino Prester (stagione 7).
Il Viaggiatore, il cui vero nome è impronunciabile dagli esseri umani, è un alieno proveniente da Tau Alpha C, che l'Enterprise D incontra nel 2364, e che è in grado di distorcere lo spazio-tempo con il pensiero.[5][6] Grazie a lui l'Enterprise D è in grado di uscire dalla Via Lattea e viaggiare per miliardi di anni luce fino ad altre galassie lontane.[6] Successivamente esprime interesse nei confronti di Wesley Crusher e nel 2370 ne diviene la guida in un nuovo piano di esistenza.[5]
- Ishara Yar (stagione 4), interpretata da Beth Toussaint, doppiata in italiano da Cristina Boraschi.
Sorella di Tasha Yar e cresciuta con lei su Turkana IV, una volta adulta si è unita a una delle due fazioni che si fronteggiavano sul pianeta, la Coalizione, non perdonando mai la sorella per aver abbandonato il pianeta ed essersi unita alla Flotta Stellare. Compare nell'episodio della quarta stagione Sorelle (Legacy, 1990).
- Ja'Dar (stagione 5), interpretato da Richard McGonagle.
È uno scienziato appartenente a una specie non meglio identificata che lavora per l'Istituto Scientifico di Bilana III nel XXIV secolo. È resposnabile di un nuovo metodo di propulsione, l'onda soliton.[7] L'attore ritornerà nel franchise nel 1999-2000 interpretando l'ufficiale umano della Flotta Stellare Pete Harkins, responsabile del progetto Pathfinder, finalizzato a riportare a casa la USS Voyager NCC-74656 e il suo equipaggio.[8][9]
- James Moriarty (stagioni 2-6), interpretato da Daniel Davis, doppiato in italiano da Antonio Sanna (episodio 2x03) e da Sergio Graziani (episodio 6x12).
Il Professor Moriarty è un ologramma dell'omonimo personaggio protagonista della saga letteraria di Arthur Conan Doyle di Sherlock Holmes, e suo storico avversario, che Data chiede al computer della USS Enterprise D di rendere più intelligente e capace di tenergli testa nelle sue avventure sul ponte ologrammi. Così facendo il computer lo rende senziente e Moriarty finirà per mettere in scacco l'Enterprise D per ben due volte, chiedendo di poter uscire dal ponte ologrammi e poter vivere le sue avventure nel mondo reale. Alla seconda occasione l'equipaggio dell'Enterprise D fa in modo, attraverso uno stratagemma, di dargli l'illusione che questo avvenga.
- Juliana Trainer, già Juliana Soong, da nubile Juliana O'Donnell (stagione 7), interpretata da Fionnula Flanagan, doppiata in italiano da Micaela Esdra.
È la moglie di Noonien Soong, "madre" di Data e di Altan Inigo Soong.
- K'mpec (stagioni 3-4), interpretato da Charles Cooper, doppiato da Sandro Sardone (episodio 3x17) e da Renato Mori (episodio 4x07).
È il cancelliere dell'Alto Consiglio Klingon. L'attore aveva già interpretato nel 1989 il personaggio dell'ambasciatore klingon Koord nel film Star Trek V - L'ultima frontiera.
- Katherine Pulaski, interpretata da Diana Muldaur (stagione 2), doppiata in italiano da Maria Pia Di Meo.
Ufficiale medico della Flotta Stellare, sostituisce temporaneamente Beverly Crusher durante la seconda stagione della serie. L'attrice Diana Muldaur aveva già interpretato due personaggi nella serie classica.
- Keiko Ishigawa, in seguito Keiko O'Brien (stagioni 4-6), interpretata da Rosalind Chao, doppiata in italiano da Silvia Tognoloni.
Botanica, ha una relazione con Miles O'Brien, che in seguito sposerà diventandone la moglie. La ritroveremo successivamente a bordo della stazione spaziale Deep Space Nine con il marito e la figlia.
- Kurn (stagioni 3-5), interpretato da Tony Todd, doppiato in italiano da Dario Penne.
Kurn è il fratello biologico di Worf, anch'egli figlio di Mogh. Viene introdotto nell'episodio della terza stagione di The Next Generation I peccati del padre (Sins of the Father). È un comandante delle Forze di Difesa Klingon che nel corso di un programma di scambio con la Flotta Stellare viene assegnato temporaneamente all'Enterprise assumendo l'incarico di Primo ufficiale. Kurn sapeva da sempre che la sua intera famiglia aveva perso la vita su Khitomer, in seguito di un attacco romulano, e di non aver alcun altro parente in vita. Kurn rivela a Worf di essere anch'egli figlio di Mogh, di come scampò alla morte quando fu deciso che vista la sua giovane età non seguisse la famiglia su Khitomer, di come dopo l'attacco Lorgh, un amico di loro padre, lo aveva accolto nella sua famiglia e cresciuto come figlio proprio e che solo al raggiungimento dell'età dell'ascensione gli venne rivelata la sua vera discendenza. Kurn porta a conoscenza Worf dell'accusa di aver collaborato con i Romulani nell'attacco a Khitomer mossa contro Mogh da Duras, figlio di Ja′rod, suo grande rivale, e che in base a tale accusa l'Alto Consiglio lo avesse giudicato colpevole di tradimento, gettando il disonore sul suo intero casato. Esposta la situazione al capitano Picard, l'Enterprise fa rotta per il pianeta natale dei Klingon Qo'noS per consentire a Worf di contestare tale accusa e impugnare la sentenza davanti all'Alto Consiglio e riportare così l'onore al casato. Durante lo svolgimento del processo, Kurn viene ferito gravemente in un attentato orchestrato da Duras e viene salvato dal personale dell'Enterprise. L’equipaggio dell'Enterprise svolge delle indagini allo scopo di scoprire la verità, rivelando che in realtà fu Ja'rod il collaborazionista. Il Cancelliere K'mpec rifiuta di scagionare Mogh, in quanto vista la grande influenza del casato di Duras all'interno dell'Alto Consiglio l'accusa a Ja'rod destabilizzebbe l'impero Klingon, condannando a morte Worf e tutti gli appartenenti al casato di Mogh a meno che Worf non avesse accettato di lasciare disonorato il suo casato. Worf accetta di essere disonorato, ma a condizione che la vera discendenza di Kurn fosse mantenuta segreta, e che a quest'ultimo fosse permesso di continuare a servire nelle Forze di Difesa Klingon.
Worf incontra nuovamente Kurn subito prima della guerra civile klingon (nell'episodio La via di Klingon, prima e seconda parte). Kurn è diventato capitano ed è al comando di un suo vascello. Worf, come capo del casato di Mogh, decide che il casato di Mogh si schieri con Gowron, pretendente alla successione del defunto Cancelliere K'mpec. Nelle lotte per la successione i due fratelli gli salvano la vita: Gowron rende l'onore a Worf, a Kurn e a tutto il suo casato. Alla fine della guerra civile Kurn entra a far parte dell'Alto consiglio Klingon.
Il personaggio appare in seguito anche in Star Trek: Deep Space Nine. Fa parte dell'Alto Consiglio di Klingon, per poi venirne estromesso quando Worf viene esiliato per essersi opposto a Gowron. Perde interesse nel vivere e così Worf chiede al dottor Bashir di cancellargli la memoria, in modo che, risvegliandosi, gli si farà credere di essere Rodek, figlio di Noggra, un amico di Worf che lo accoglie nella sua casata.[10]
Kurn compare anche in una serie di tre romanzi intitolata I.K.S. Gorkon[11][12][13] e nel romanzo Klingon Empire. A burning house,[14] ambientate dopo che a Kurn è stata cancellata la memoria e lo mostrano sotto la sua nuova identità servire l'Impero Klingon a bordo di una nave delle Forze di Difesa Klingon di nome Cancelliere Gorkon.
- Lal (stagione 3), interpretata da Hallie Todd, Leonard Crofoot, Kristina Kochoff, Andy Wiley, doppiata in italiano da Eleonora De Angelis.
Lal è la "figlia" di Data, da lui creata in laboratorio nel 2366.[15] Data costruisce Lal basandosi sulla propria programmazione e dotandola di un cervello positronico simile al suo. La programmazione di Lal tuttavia si rivela rapidamente superiore a quella di Data ed è inoltre in grado di provare emozioni, cosa di cui lui è totalmente privo. Saputo dell'esperimento compiuto da Data, non autorizzato dalla Flotta, l'ammiraglio Haftel ordina a Data di consegnare Lal al Daystrom Institute, ma Data si rifiuta di farlo perché la considera come una figlia. Tuttavia, prima di giungere a una soluzione, Lal subisce un errore fatale causato dalla sperimentazione di emozioni troppo forti e, nonostante tutti gli sforzi per ripararla, l'androide si spegne per sempre. In seguito i suoi ricordi vengono da Data integrati nel proprio cervello positronico.[16]
- Leah Brahms (stagioni 3-4), interpretata da Susan Gibney, doppiata in italiano da Emanuela Rossi (episodio 3x06) e da Cristina Boraschi (ep 4x16).
La dottoressa Leah Brahm è un'ingegnera della Federazione che ha contribuito allo sviluppo del sistema della curvatura delle navi stellari di Classe Galaxy, di cui Geordi La Forge si innamora, nei due episodi Trappola spaziale (Booby Trap, 1989) e Il figlio della galassia (Galaxy's Child, 1991), rispettivamente della terza e quarta stagione della serie. Susan Gibney riprenderà il personaggio nel 2022, prestandogli la voce nell'episodio Estrarre le miniere della mente (Mining the Mind's Mines) della terza stagione della serie animata Star Trek: Lower Decks.
- Lore (stagioni 6-7), interpretato da Brent Spiner, doppiato in italiano da Marco Mete.
Lore è un androide costruito dal dottor Noonien Soong sulla colonia agricola di Omicron Theta, fisicamente identico a Data. Il suo cervello positronico, troppo simile alla natura umana, lo ha reso avido di potere e maligno nei confronti degli Umani, per tale motivo Noonien Soong lo disattiva e lo smantella per non mettere in pericolo l'incolumità dei coloni, realizzando in seguito Data, correggendo gli errori di programmazione evidenziati in Lore. Successivamente Lore viene riassemblato e riattivato nel 2364 dai tecnici dell''Enterprise D, che ne recuperano le parti nel laboratorio segreto del dottor Soong su Omicron Theta. Ben presto la sua sete di potere riaffiora e, dopo aver neutralizzato Data, prende il suo posto e contatta l'Entità Cristallina per consegnargli l'equipaggio dell'Enterprise. I suoi piani vengono però mandati all'aria dall'intervento di Wesley Crusher. Lore viene teletrasportato nello spazio e fugge assieme all'Entità Cristallina.
Riappare nel 2367 quando, insieme a Data, viene condotto dal redivivo Soong su Terlina III. Il dottore ha l'intenzione di fornire a Data un chip emozionale e, scoperto che Lore era stata riassemblato, vuole risolvere i suoi problemi comportamentali. Lore, fingendo di essere d'accordo, ottiene la fiducia di Soong ma ruba con l'inganno il chip emozionale e uccide il suo creatore. L'ultima apparizione di Lore è nel 2370 quando, a capo di un gruppo di Borg rinnegati, attacca un avamposto federale utilizzando un drone borg che sfrutta il chip emozionale portando Data dalla sua parte. Attirando in una trappola l'Enterprise, cattura Picard, La Forge e Troi. Riker e Worf, con l'aiuto di un gruppo di Borg comandato da Hugh, riescono a sconfiggere il gruppo di Lore; alla fine Data si ribella al fratello e lo disassembla.
- Lursa Duras (stagioni 4-7), interpretata da Barbara March, doppiata in italiano da Stefanella Marrama.
Sorella di B'Etor, è una Klingon acerrima nemica di Jean-Luc Picard.
- Lwaxana Troi (stagioni 1-7), interpretata da Majel Barrett, doppiata in italiano da Miranda Bonasea e Marzia Ubaldi.
Betazoide, madre della consigliera dell'Enterprise D Deanna Troi. Il suo titolo completo è Lwaxana Troi, Figlia della Quinta Casa, detentrice del Sacro Calice di Rixx, erede del Sacro Anello di Betazed. Spesso usa le sue capacità telepatiche sugli altri per provocare polemiche. Ha sempre avuto romantica inclinazione verso il capitano Jean-Luc Picard.
- Miles O'Brien (stagioni 1-7), interpretato da Colm Meaney, doppiato in italiano da Massimo De Ambrosis.
Sottufficiale addetto al teletrasporto, il personaggio sarà in seguito trasferito su Deep Space Nine, dove diventerà Capo Operazioni della stazione.
- Nagilum (stagione 2), interpretato da Earl Boen.
È una creatura extra-dimensionale che vive al di fuori dello spazio e del tempo, in un grande buco di completa oscurità nel Quadrante Morgana.[17] In data stellare 42193.6 (2365) incontra l''Enterprise D e la intrappola in un buco spaziotemporale, cominciando a sottoporre l'equipaggio a vari tipi di stimoli per testarne le capacità. Quando l'equipaggio si rende conto di essere sottoposto a degli esperimenti, Nagilum si manifesta con una sorta di volto per poter comunicare con l'equipaggio della nave stellare. Nagiulm compare nell'episodio della seconda stagione Dove regna il silenzio (Where Silence Has Lease, 1988).
- Nicholas "Nick" Locarno (stagione 5), interpretato da Robert Duncan McNeill, doppiato in italiano da Fabrizio Manfredi.
Compagno di corso di Wesley Crusher all'Accademia della Flotta Stellare, viene espulso per aver impedito un'inchiesta sulla morte di un suo compagno ucciso in una manovra di volo illegale fallita. Il personaggio ricompare in tre episodi della seconda e quarta stagione della serie animata Star Trek: Lower Decks. L'attore che lo interpreta, Robert Duncan McNeill, ritornerà nel franchise interpretando un secondo personaggio, Tom Paris, nella serie televisiva Star Trek: Voyager.
- Noonien Soong (stagioni 6-7), interpretato da Brent Spiner, doppiato in italiano da Marco Mete.
Scienziato terrestre impegnato nella creazione di androidi, è il "padre" di Data. Nelle serie televisive successive appariranno anche suoi antenati e suoi discendenti, tutti interpretati da Brent Spiner.
- Q (stagioni 1-7), interpretato da John de Lancie, doppiato in italiano da Francesco Pannofino.
Q è un'entità bizzarra e dispettosa dotata che appartiene alla specie omonima di entità semidivine apparentemente immortali, onnipotenti e onniscienti. Tali entità vivono in un piano di esistenza superiore chiamato il Continuum Q. Q si diverte a provocare problemi alle astronavi che incontra. In particolare per un lungo periodo si diverte a stuzzicare il capitano dell'Enterprise D Jean-Luc Picard e i membri del suo equipaggio.
- Rachel Garrett, interpretata da Tricia O'Neil (stagione 3), doppiata in italiano da Vittoria Febbi.
È il capitano dell'Enterprise C, che sacrifica, assieme al suo equipaggio, per evitare un conflitto con l'Impero Klingon.
- Reginald Barclay (stagioni 3-7), interpretato da Dwight Schultz, doppiato in italiano da Sandro Acerbo e Antonio Sanna.
- Ro Laren (stagioni 4-7), interpretata da Michelle Forbes, doppiata in italiano da Paola Mannoni.
Bajoriana, è una guardiamarina (poi tenente) della Flotta Stellare che ha disertato per unirsi ai Maquis.
- Sarek (stagioni 3-5), interpretato da Mark Lenard, doppiato in italiano da Sergio Graziani.
- Sela (stagioni 4-5), interpretata da Denise Crosby, doppiata in italiano da Isabella Pasanisi.
Per metà Umana e per metà Romulana, è la figlia di un generale romulano e della tenente Tasha Yar proveniente dal 2344 parallelo, a causa di un viaggio nel tempo dell'Enterprise C, nella quale rimane a bordo tornando nel passato e intrecciando una relazione con l'ufficiale dell'Enterprise C Richard Castillo. Quando l'Enterprise C viene distrutta nel tentativo di salvare il pianeta, alcuni membri dell'equipaggio vengono catturati dai Romulani, tra cui la stessa Yar. Il generale romulano che compie la cattura s'infatua di lei, risparmia le vite dei prigionieri e la sposerà. Un anno dopo nasce Sela, la loro unica figlia. Ma, non soddisfatta della sua vita con i Romulani, Tasha Yar scappa con la figlia di appena quattro anni. La donna viene catturata e giustiziata. Cresciuta, Sela entra nelle forze armate romulane, diventando una militare di carattere e intelligenza, oltre che particolarmente infida e feroce. Divenuta comandante di rilievo, viene assegnata al comando centrale dei servizi segreti romulani e si trasferisce sul pianeta Qo'noS, capitale dell'Impero Klingon, dove partecipa a un'operazione riservata atta a sostenere il giovane vigliacco Toral, figlio di Duras e nipote delle subdole e intriganti Lursa e B'Etor, nell'ascesa al Cancellierato Supremo dell'Impero ai danni del legittimo candidato Gowron.[18] Tuttavia il progetto viene scoperto e sventato dal capitano Picard, assegnato al comando di una flotta con cui riesce a bloccare le incursioni della flotta romulana attraverso il confine con l'Impero Klingon, sospendendo gli aiuti segreti a beneficio del Casato di Duras.[19] Successivamente, Sela approfitta della presenza dell'ambasciatore vulcaniano Spock su Romulus allo scopo di invadere il pianeta Vulcano, remoto luogo d'origine dei Romulani, ma Picard interviene ancora una volta sventando le sue intenzioni e liberando Spock dalle sue grinfie.[20][21]
- Sito Jaxa (stagioni 5-7), interpretata da Shannon Fill, doppiata in italiano da Barbara De Bortoli.
Bajoriana, era una guardiamarina della Flotta Stellare che operava a bordo dell'Enterprise D. Nata nel 2347 sul pianeta Bajor, sotto l'occupazione cardassiana, viene accettata all'Accademia della Flotta Stellare nel 2365, dove, tra le sue attività primarie, include la partecipazione alla squadra Nova, l'élite dei piloti dell'Accademia. Il suo curriculum accademico è offuscato nel 2368 a causa del suo coinvolgimento nella morte del compagno di volo cadetto Joshua Albert, avvenuta mentre eseguivano una manovra aerea illegale, la “Kolvoord Starburst”, durante la pratica di volo. Anche se le è stato permesso di rimanere all'Accademia, Sito subisce gravi conseguenze personali, come l'annullamento di tutti i suoi meriti dell'ultimo anno, cosa che ritarda il conseguimento del suo diploma di un anno.[22]
Dopo il diploma è assegnata all'Enterprise D nel 2370, su richiesta personale del capitano Jean-Luc Picard, che in seguito le spiega che l'ha voluta allo scopo di darle la possibilità di redimersi malgrado il suo coinvolgimento nell'incidente all'Accademia. Ben vista dai suoi colleghi, Sito è una dei guardiamarina presi in considerazione per la promozione a ufficiale alle Operazioni. Professionalmente e umanamente esemplare, impressiona i suoi ufficiali comandanti, in particolare il suo istruttore Worf, a tal punto da assicurarsi la partecipazione come volontaria a una pericolosa missione speciale in territorio cardassiano: accompagnare Joret Dal, un Cardassiano collaboratore della Federazione, all'interno dello spazio cardassiano. Per poter passare il confine senza destare sospetti nelle pattuglie di sorveglianza, Joret Dal si finge un cacciatore di taglie e Sito la sua prigioniera, una terrorista bajoriana. Più tardi saranno ritrovati i resti della sua capsula di salvataggio, e Sito viene considerata uccisa in missione mentre tentava di fare ritorno allo spazio della Federazione.[23]
- Spock (stagione 5), interpretato da Leonard Nimoy, doppiato in italiano da Sandro Iovino.
- Thomas Riker (stagione 6), interpretato da Jonathan Frakes, doppiato in italiano da Sergio Di Stefano.
- Tugh (in inglese Hugh), designazione Borg Terzo di Cinque (in inglese Third of Five, stagioni 5-7), interpretato da Jonathan Del Arco, doppiato in italiano da Corrado Conforti (episodio 5x23) e da Simone Mori (episodio 7x01).
Tugh è un drone borg che viene recuperato dall'equipaggio dell'Enterprise D e scollegato dalla Collettività, aiutandolo a sviluppare una propria individualità, senza tuttavia recuperare la sua biologia ed estrargli gli impianti borg. Il piano del capitano Picard è quello di ricollegarlo alla Collettività con la sua nuova personalità individualista, così da trasmettere il senso di individualità a tutta la Collettività con il fine di annientarla. Quando Tugh viene ricollegato, tuttavia, la Collettività, riconosciuta immediatamente la sua anomalia, scollega lui e tutto il suo gruppo, facendone dei reietti della Collettività. Tugh ritornerà successivamente nella serie Star Trek: Picard.

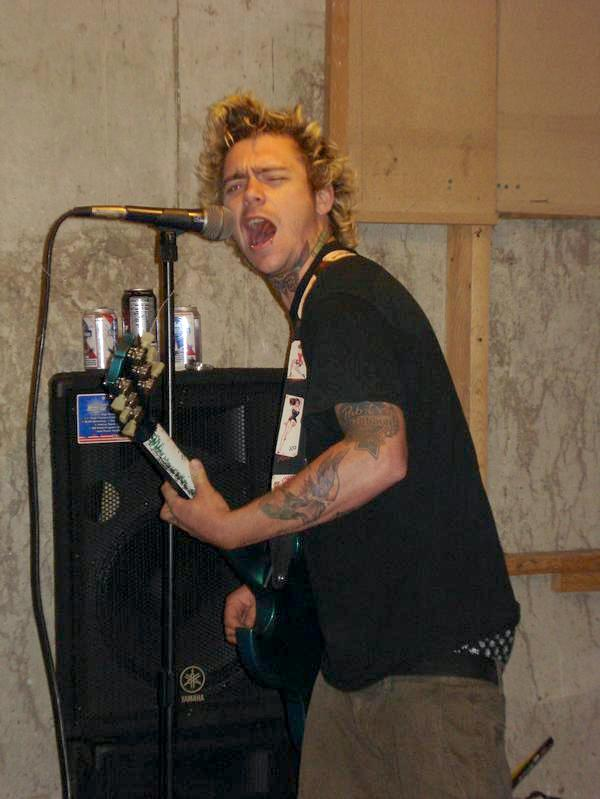
Brian Bonsall, interprete di Alexander Rozhenko
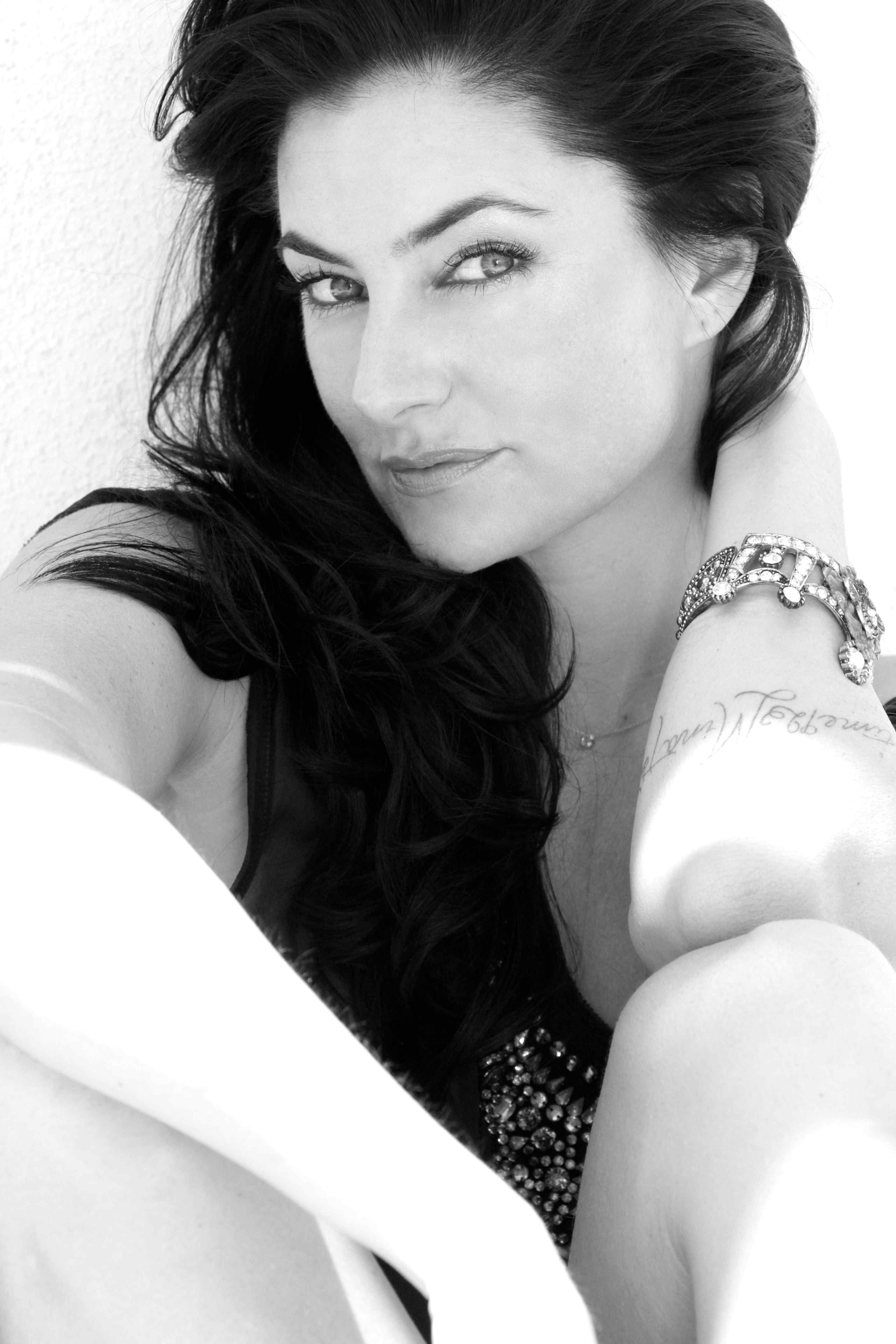
Mädchen Amick, una delle interpreti di Anya
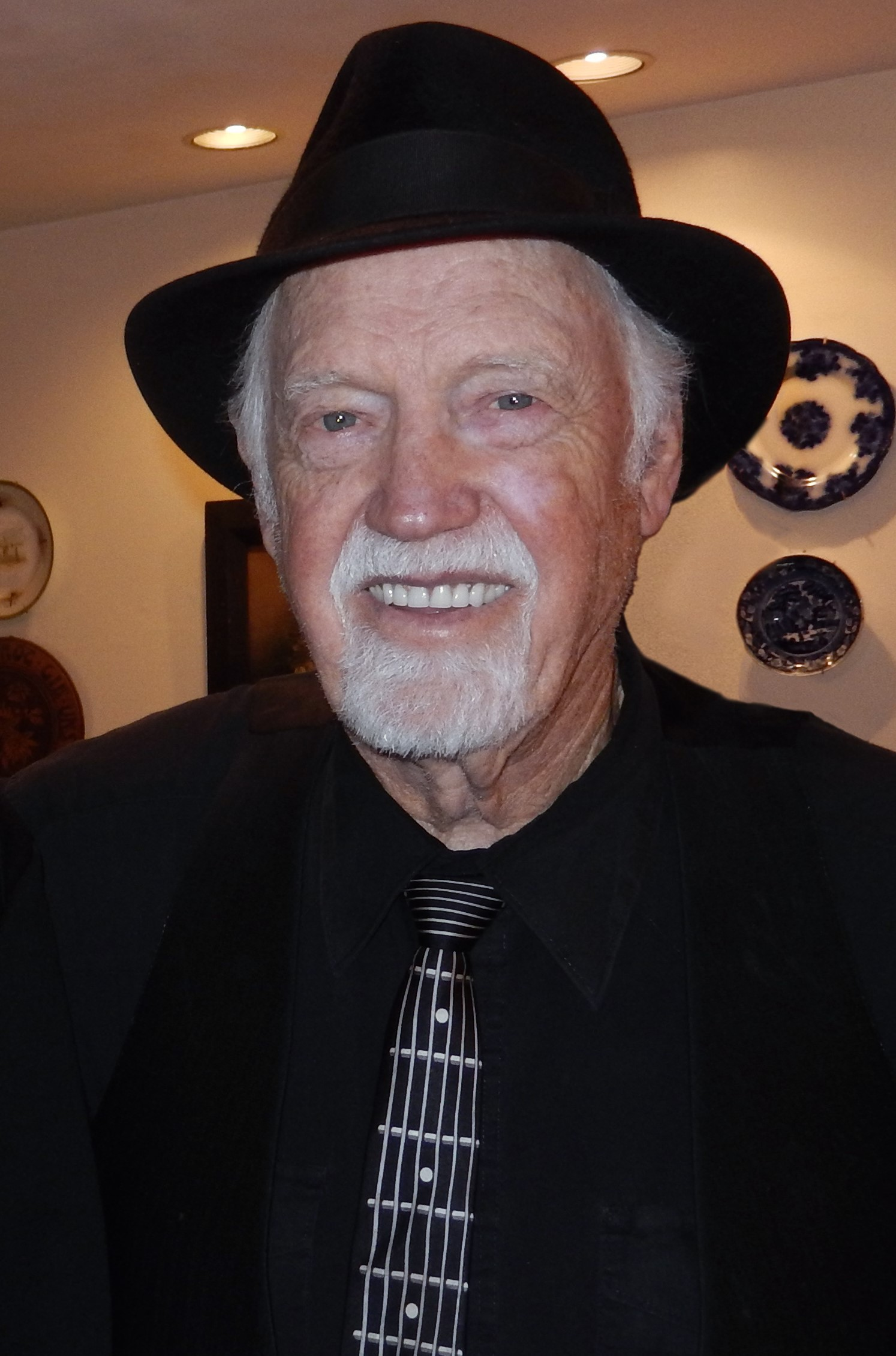
Ronny Cox, interprete di Edward Jellico
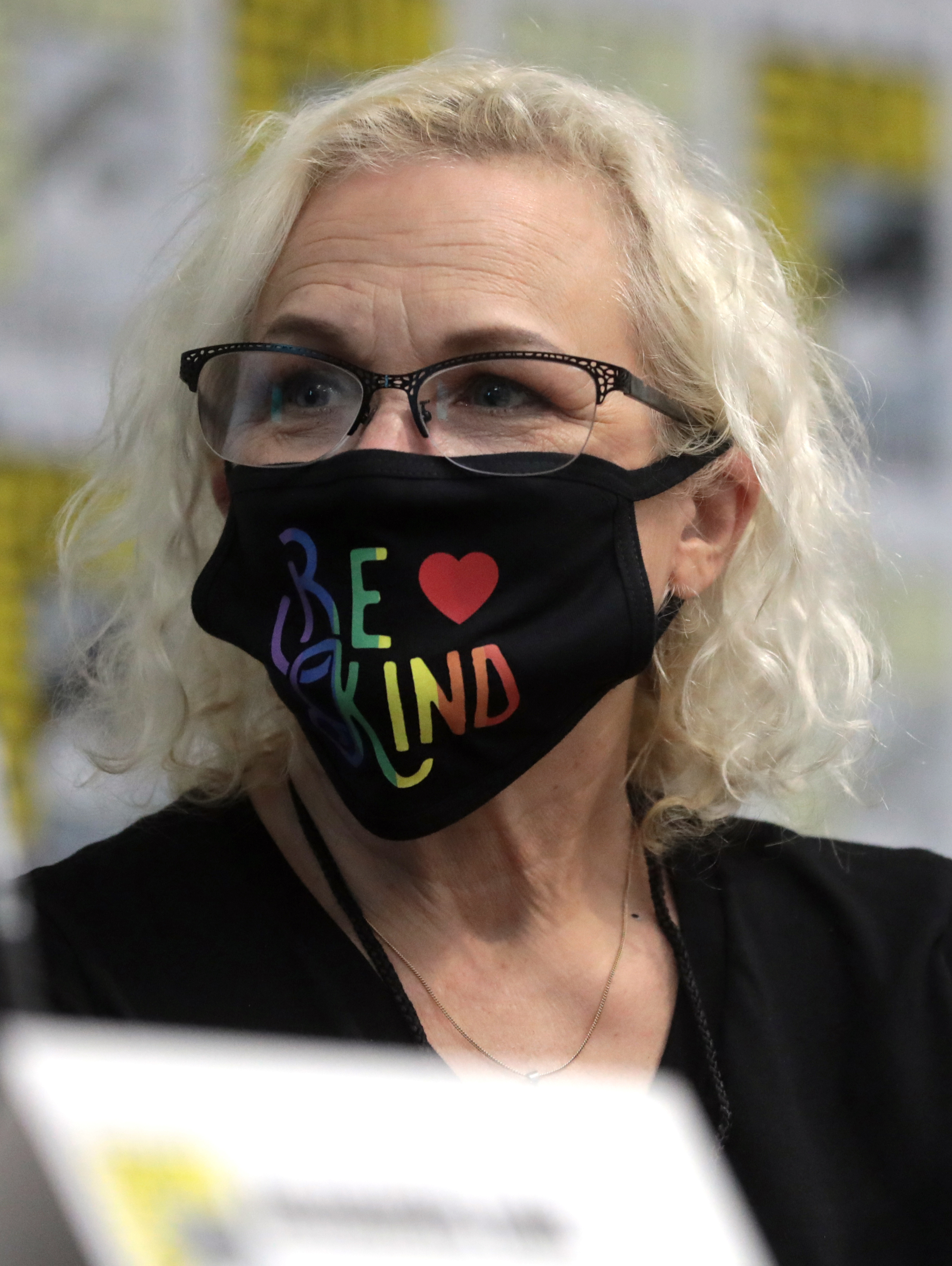
Elizabeth Dennehy, interprete di Elizabeth Shelby
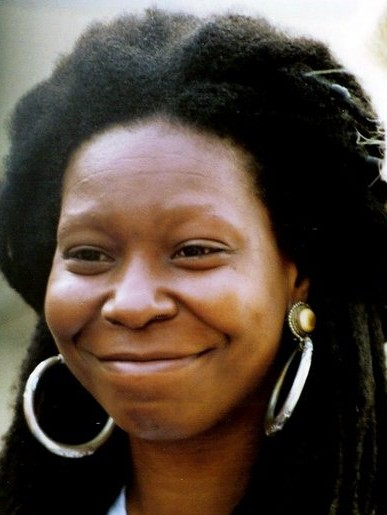
Whoopi Goldberg, interprete di Guinan
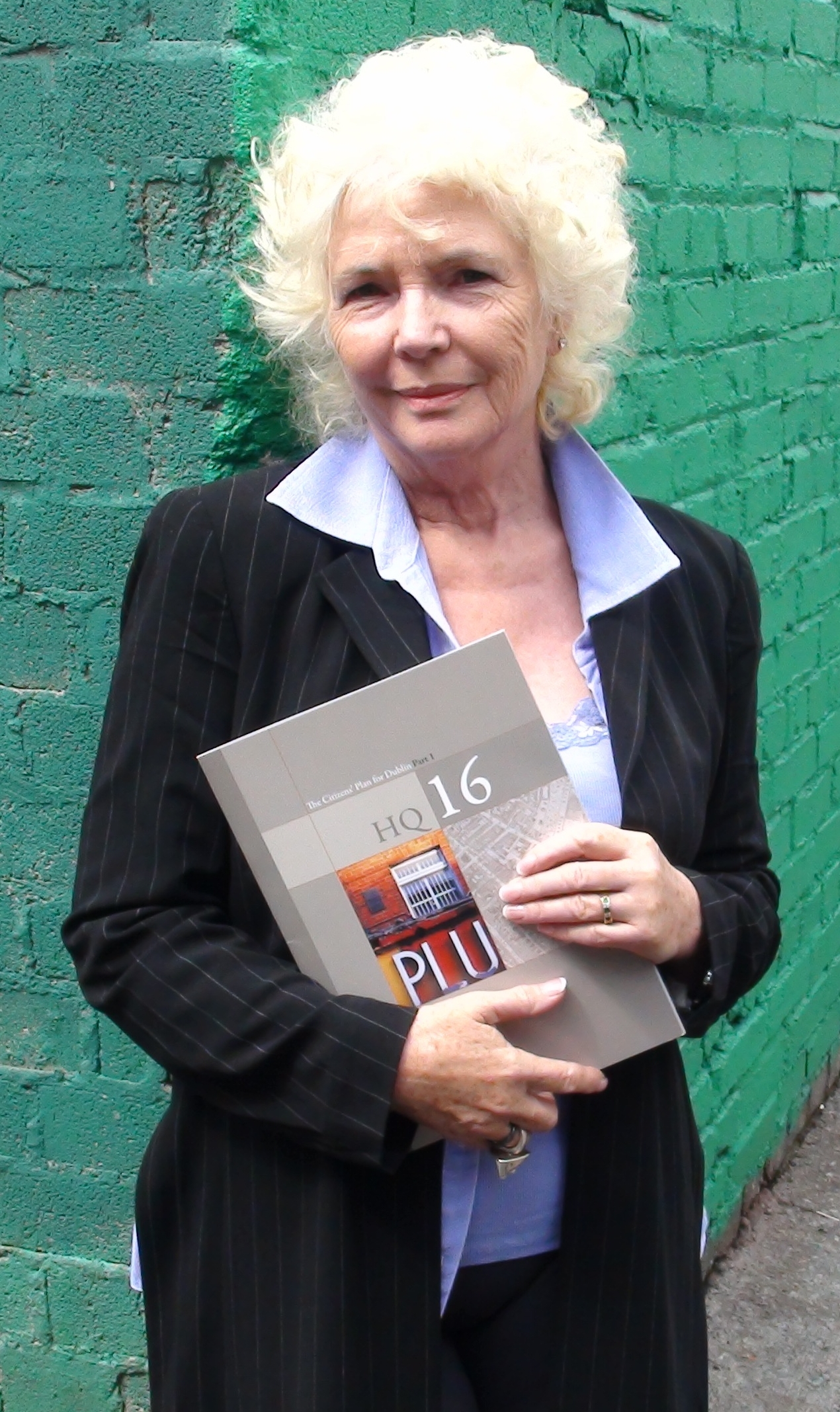
Fionnula Flanagan, interprete di Juliana Soong
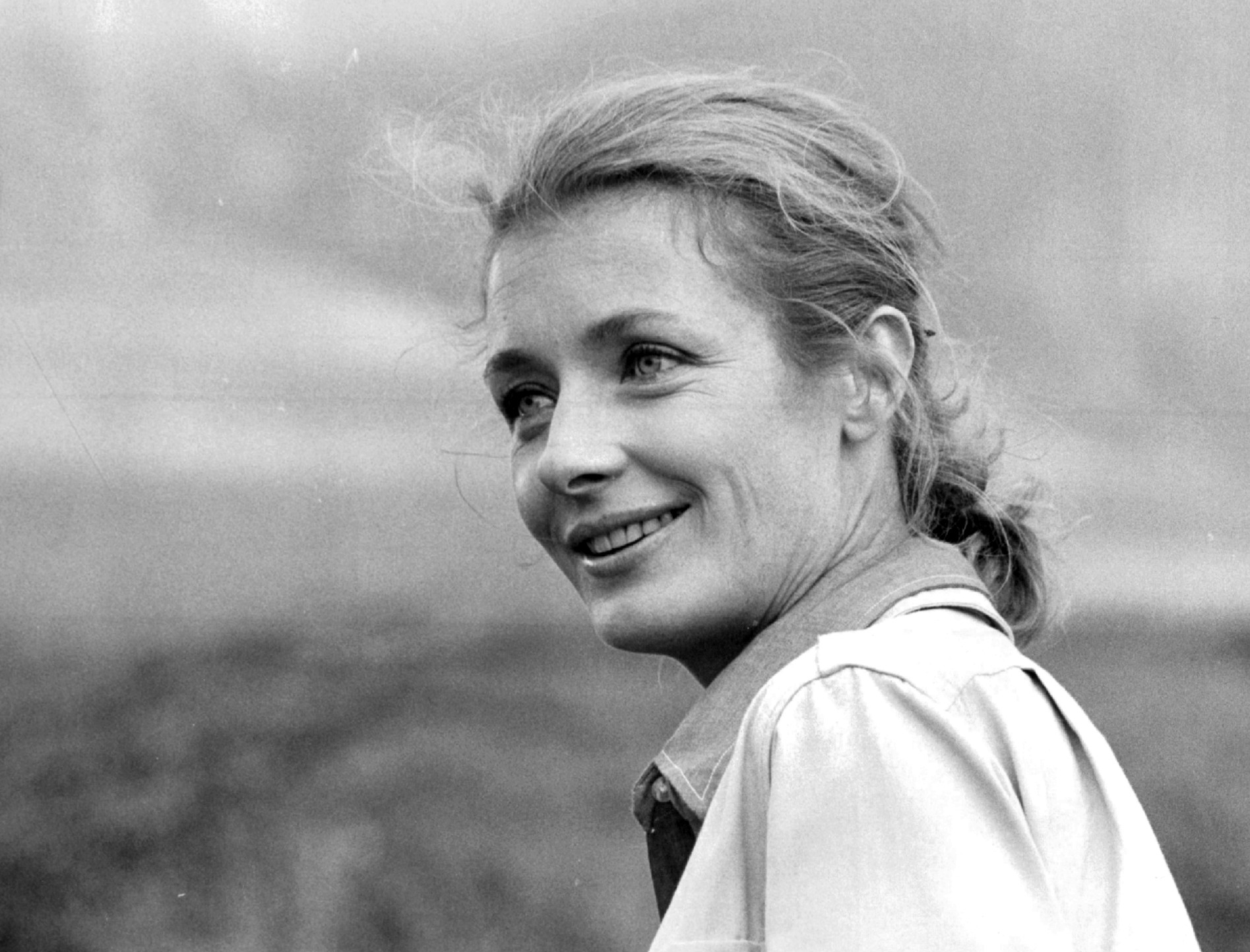
Diana Muldaur, interprete di Katherine Pulaski
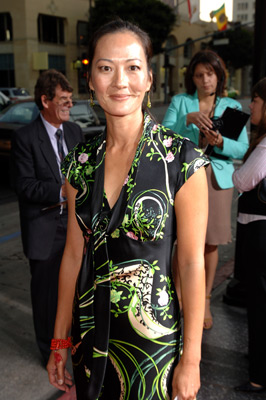
Rosalind Chao, interprete di Keiko Ishigawa
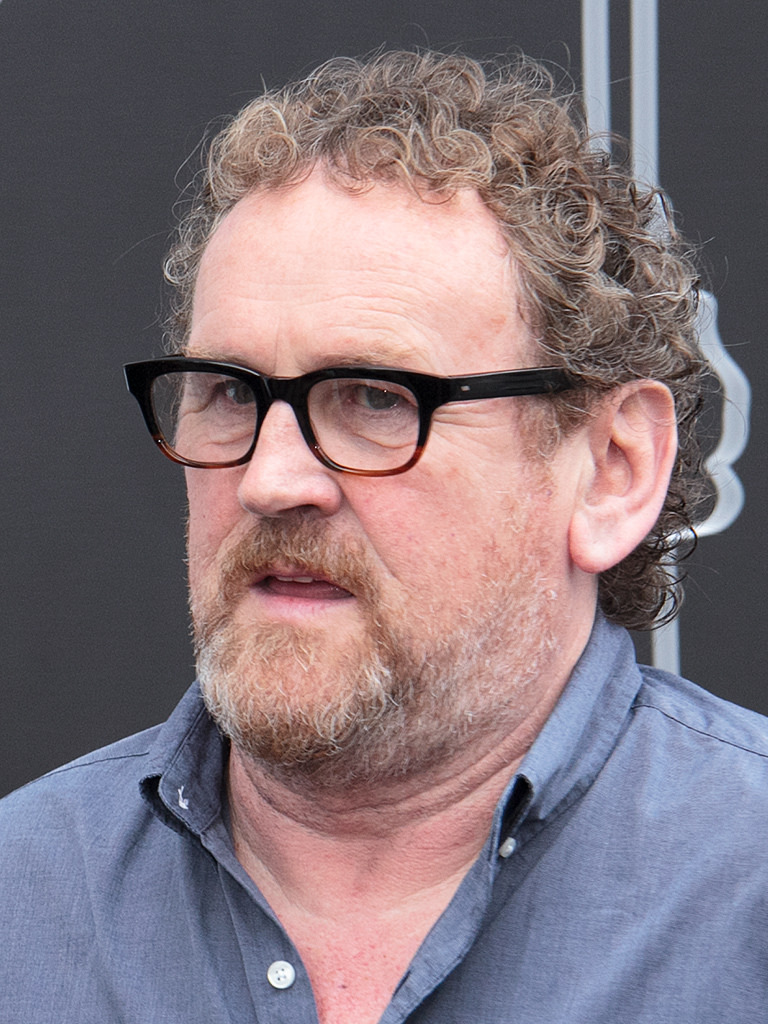
Colm Meaney, interprete di Miles O'Brien
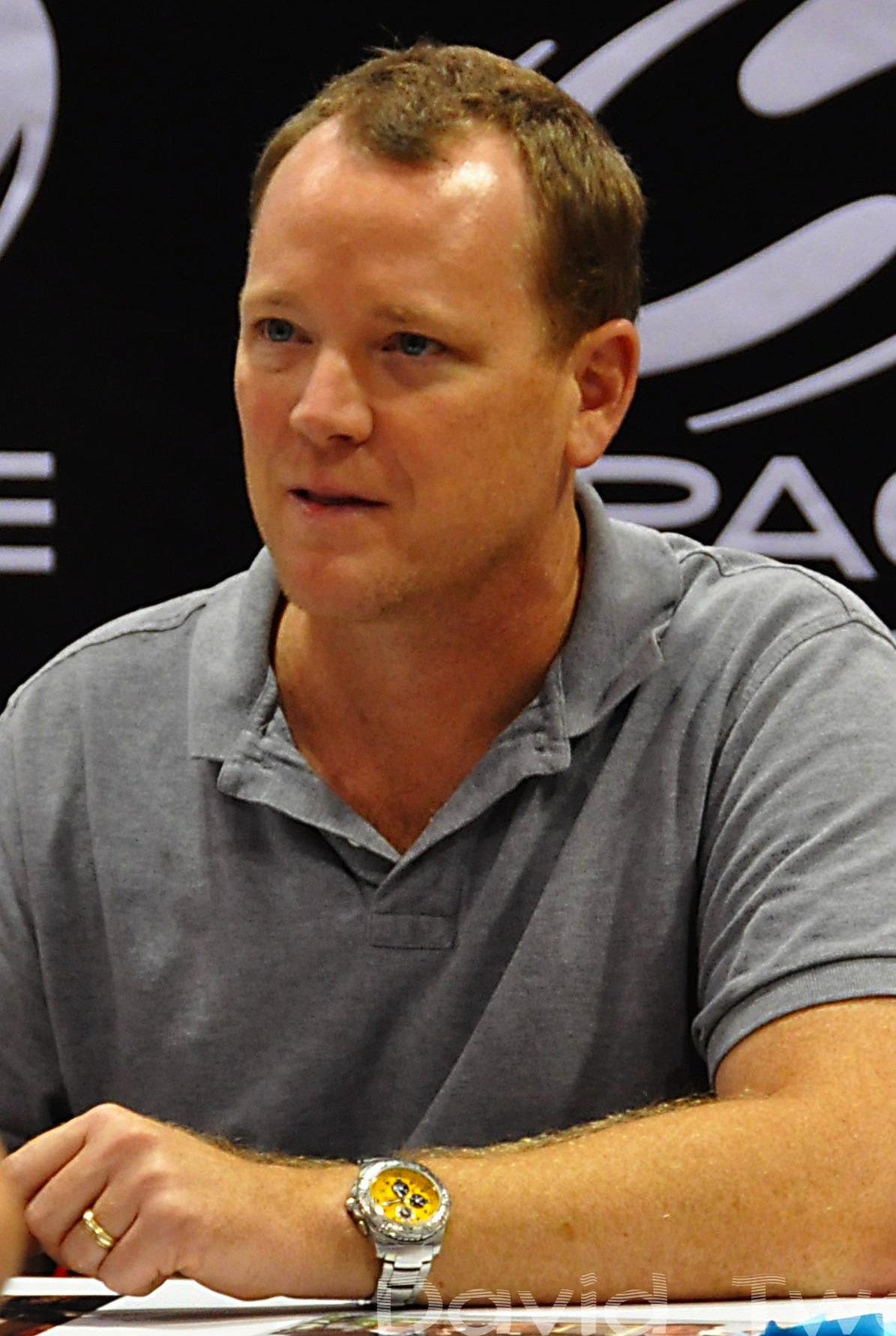
Robert Duncan McNeill, interprete di Nicholas "Nick" Locarno
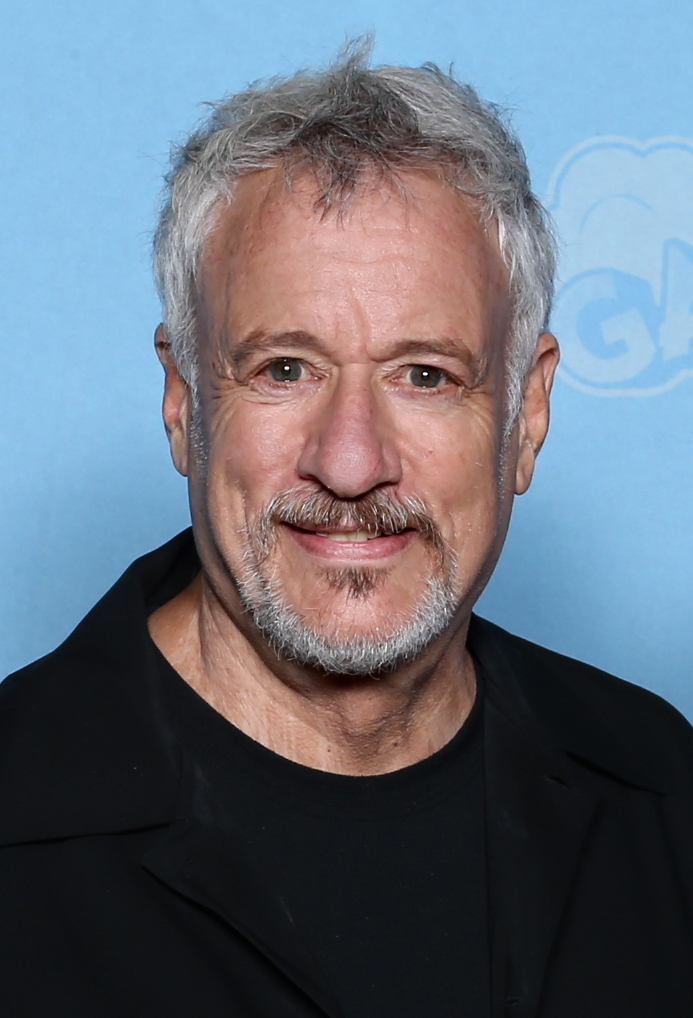
John de Lancie, interprete di Q
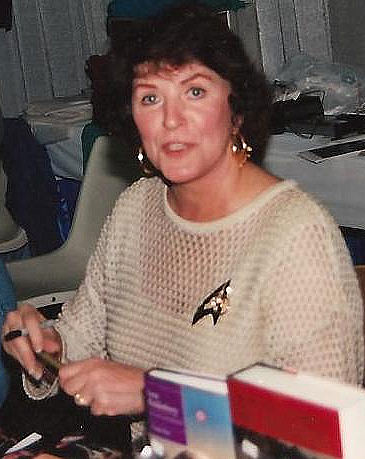
Majel Barrett, interprete di Lwaxana Troi e della voce del computer
Dwight Schultz, interprete di Reginald Barclay
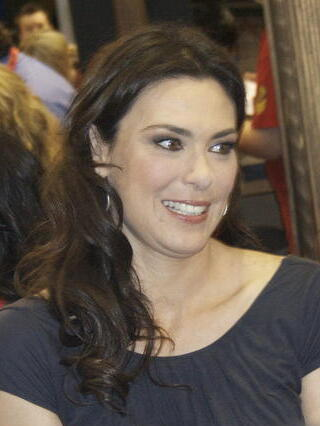
Michelle Forbes, interprete di Ro Laren
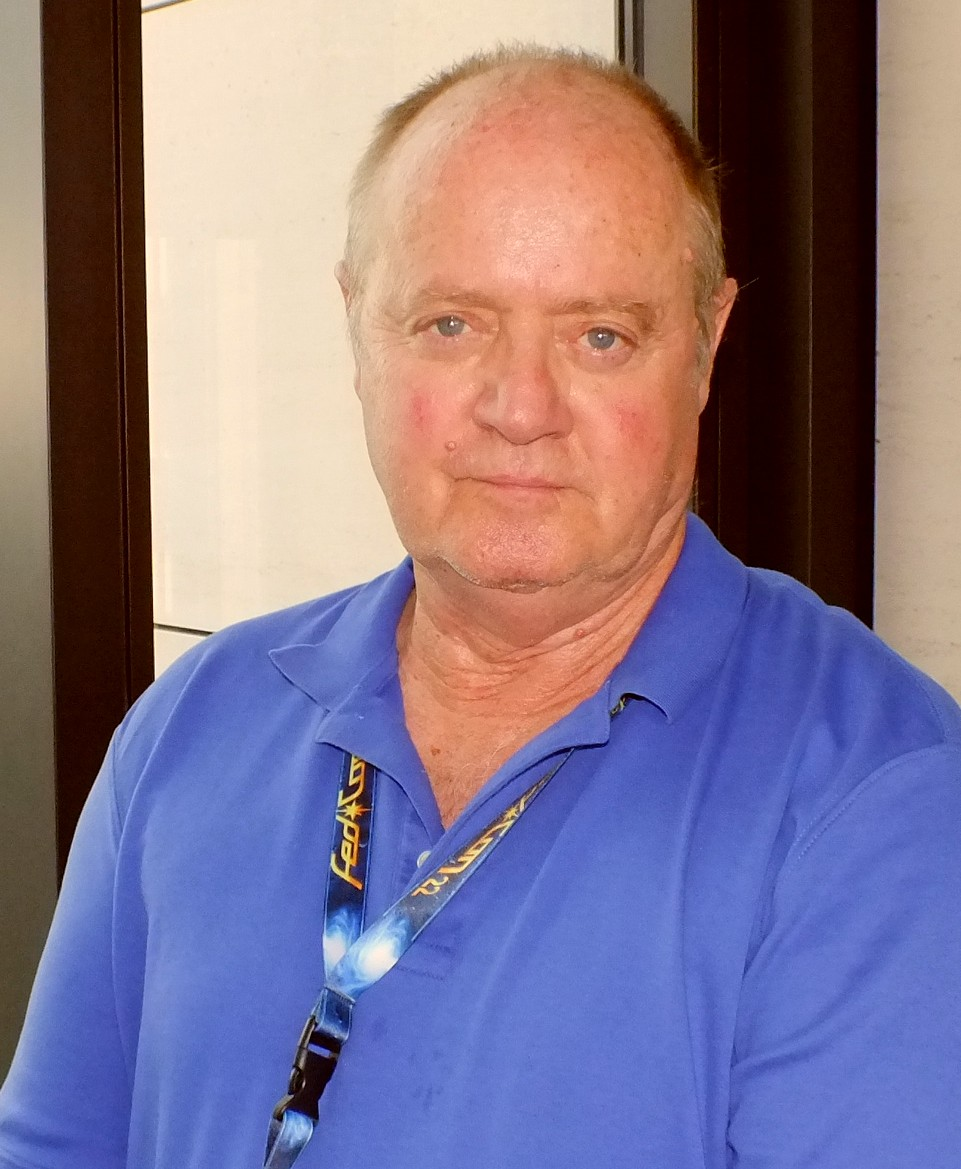
Robert O'Reilly, interprete di Gowron
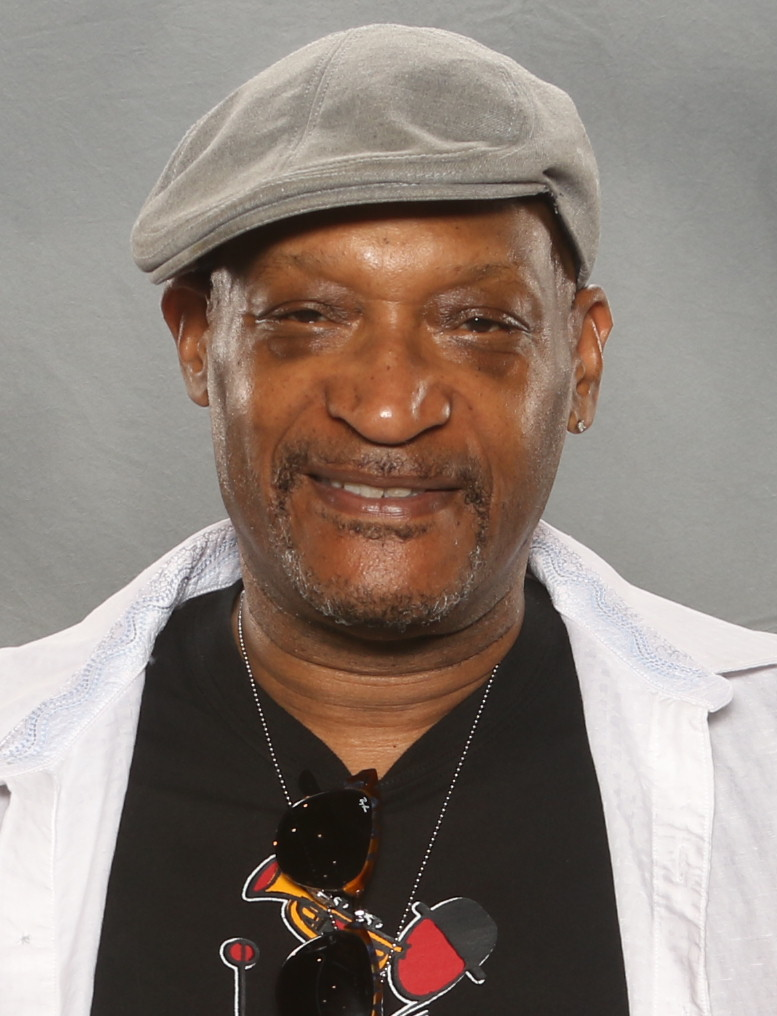
Tony Todd, interprete di Kurn
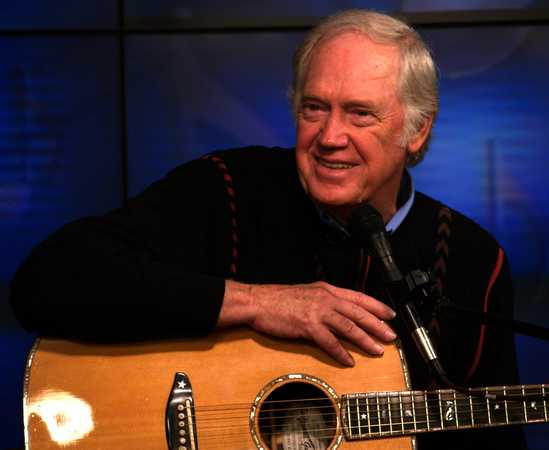
Ronny Cox, interprete di Edward Jellico
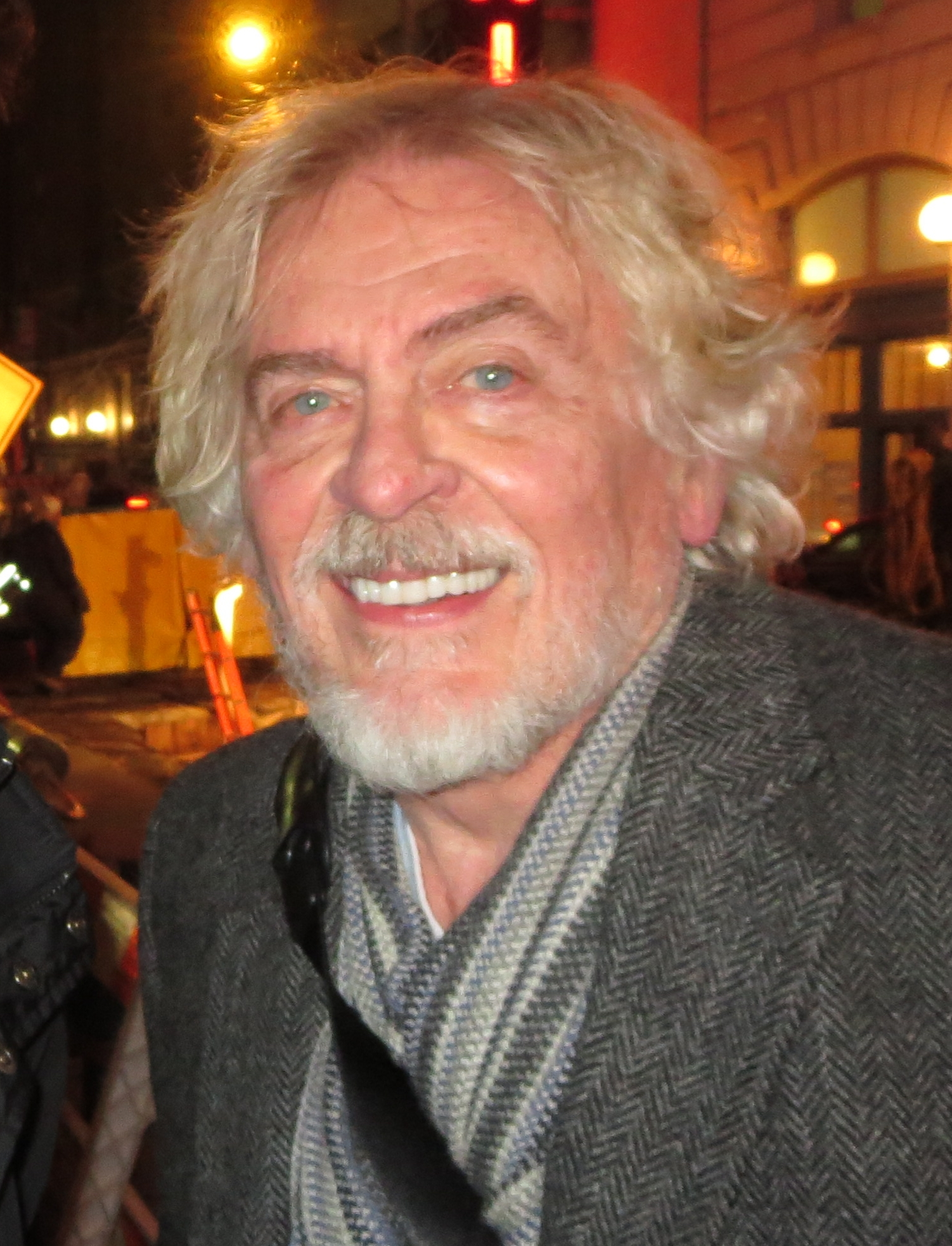
Daniel Davis, interprete del Professor Moriarty
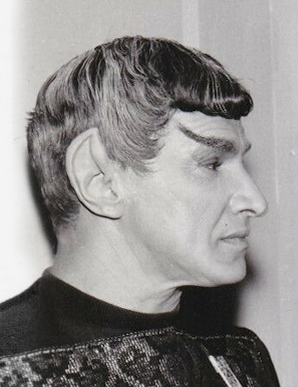
Mark Lenard, interprete di Sarek
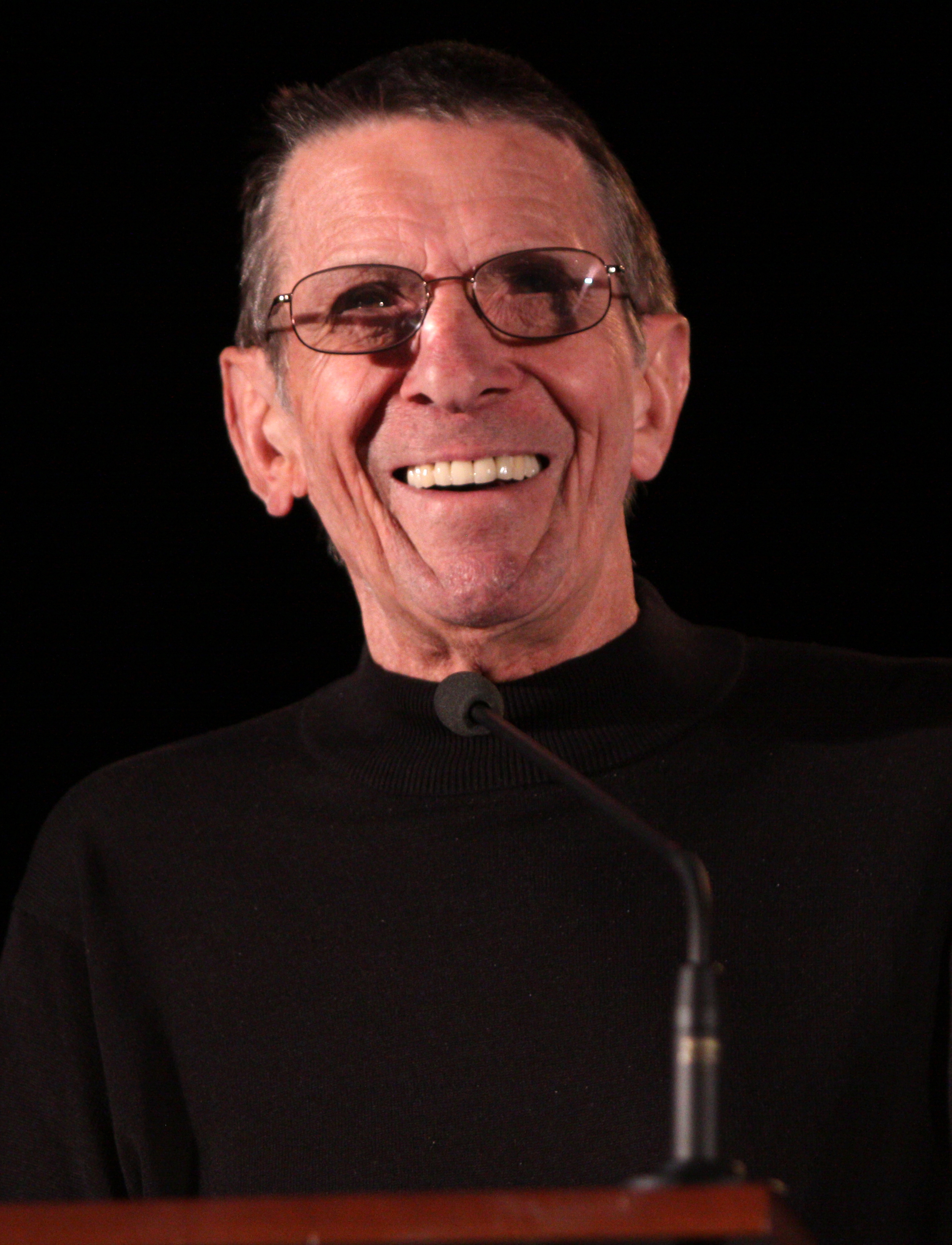
Leonard Nimoy, interprete di Spock
Jonathan Del Arco, interprete di Tugh

## Guest star
- Dignitario Antediano (stagione 2), interpretato da Mick Fleetwood.[2]
Il musicista britannico, batterista e tra i fondatori dei Fleetwood Mac, ha accettato di radersi la lunga barba e di venir reso totalmente irriconoscibile dal trucco prostetico, pur di prendere parte all'episodio Caccia all'uomo, dove appare nel ruolo di un dignitario antediano, umanoidi simile a creature ittiche.[2][24]
- Kamala (stagione 5), interpretata da Famke Janssen, doppiata in italiano da Micaela Esdra.[2]
È una mutamorfa kriosiana empatica del pianeta Krios Primo, la prima femmina del proprio tipo nata sul suo pianeta in oltre un migliaio di anni.[25] Destinata a sposare l'ambasciatore valtese Alrik come parte di un accordo di pace che metterà fine ad anni di ostilità tra i due popoli, durante il viaggio che la porta da Krios a Valt a bordo dell'Enterprise D si innamora del capitano Jean-Luc Picard. Tuttavia, consapevole del proprio ruolo vitale nella diplomazia tra i due mondi, decide di sacrificarsi e mantenere fede alla promessa di matrimonio stipulata tra Kriosiani e Valtesi.
- Nel Apgar (stagione 3), interpretato da Mark Margolis, doppiato in italiano da Sandro Sardone.
Scienziato tanugano, è inventore di una nuova potente forma di energia che intende donare alla Federazione, ma che al contempo sta cercando di vendere ad altre organizzazioni come arma.
- Morgan Bateson (stagione 5), interpretato da Kelsey Grammer, doppiato in italiano da Sandro Iovino.[2]
Nel 2278 è ufficiale della Flotta Stellare e capitano della USS Bozeman NCC-1941. In quell'anno la Bozeman si imbatte in una distorsione spaziotemporale che la trasporta avanti nel tempo fino all'anno 2368, dove si scontra con la USS Enterprise D causandone l'esplosione. L'esplosione, a causa della sua vicinanza con la distorsione temporale, causa la rottura del continuum spazio-tempo intrappolando entrambe le navi in un loop di causalità temporale. L'equipaggio dell'Enterprise riesce a rompere il loop temporale, ma ciò ha come conseguenza che la Bozeman rimane intrappolata nel XXIV secolo.[26] Il capitano Bateson e la Bozeman ricompaiono nel film Generazioni.
- J.P. Hanson (stagione 3), interpretato da George Murdock, doppiato in italiano da Renato Mori.
 Ammiraglio della Flotta Stellare, compare nell'episodio L'attacco dei Borg (prima parte). L'attore ha impersonato anche il "Dio" di Sha Ka Ree in Star Trek V - L'ultima frontiera.
- Stephen Hawking (stagione 6), interpretato da Stephen Hawking, doppiato in italiano da Nino Prester.[2]
Il celebre scienziato britannico interpreta sé stesso come personaggio olografico durante una partita di carte organizzata da Data sul ponte ologrammi nell'episodio Il ritorno dei Borg (prima parte). Oltre che Hawking, Data ha come avversari olografici anche Albert Einstein (Jim Norton) e Isaac Newton (John Neville).[2]
- Erik Pressman (stagione 7), interpretato da Terry O'Quinn, doppiato in italiano da Antonio Sanna.[2]
Ufficiale della Flotta Stellare del XIV secolo, è stato capitano della USS Pegasus NCC-53847 sotto il cui comando ha prestato servizio William T. Riker e su cui ha sperimentato un dispositivo di occultamento vietato dagli accordi con i Romulani. Nel 2370, divenuto contrammiraglio dei servizi segreti della Flotta Stellare, viene incaricato di recuperare segretamente la Pegasus, dal momento che i Romulani ne sono venuti a conoscenza, servendosi della USS Enterprise D e del suo rapporto con il comandante Riker.[27]
- Montgomery Scott (stagione 6), interpretato da James Doohan, doppiato in italiano da Renato Mori.

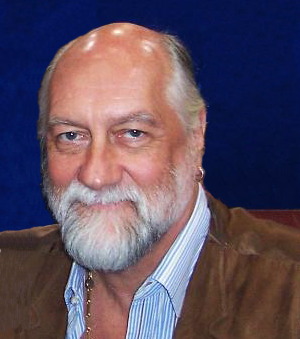
Mick Fleetwood, interprete del Dignitario Antediano
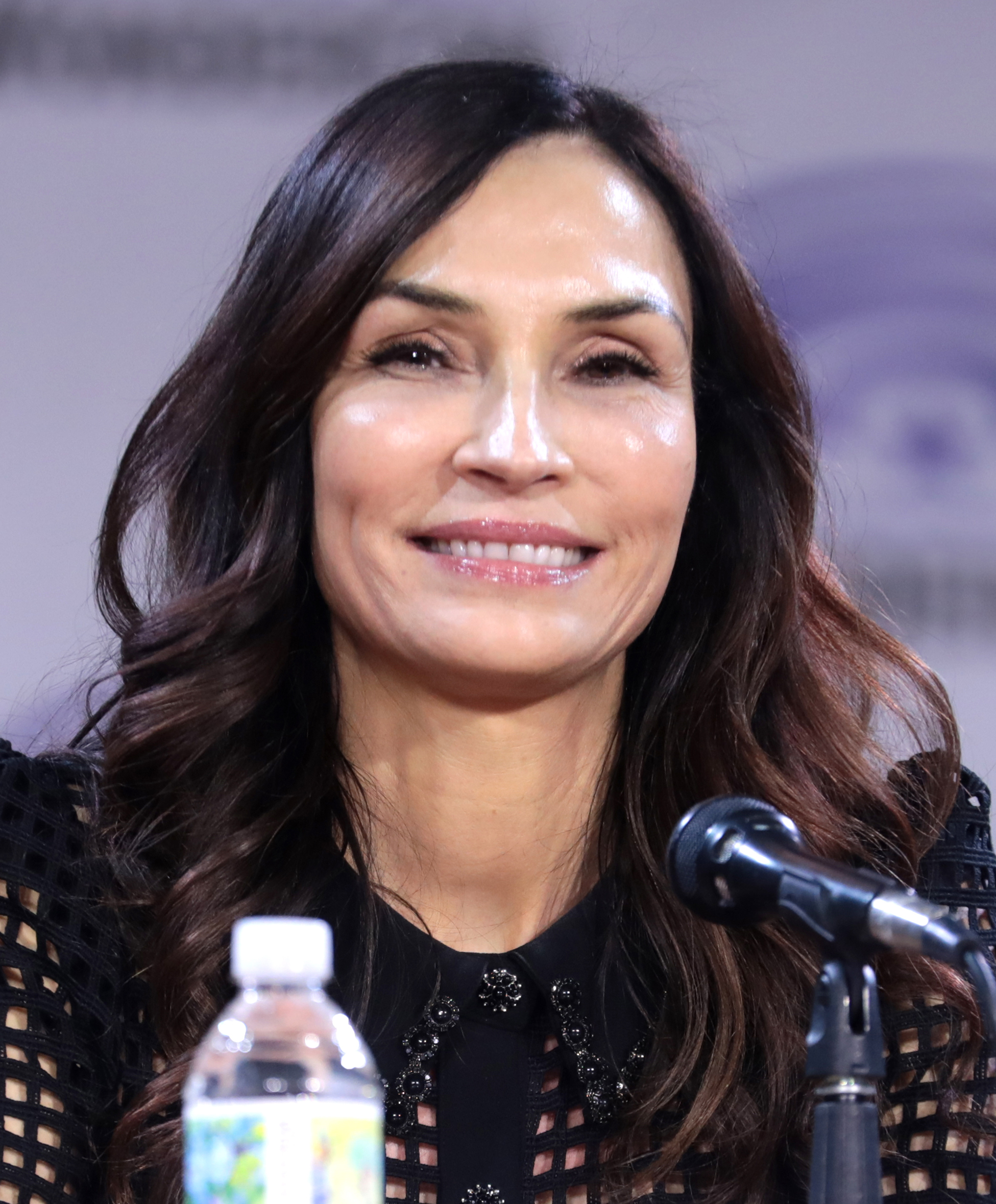
Famke Janssen, interprete di Kamala
Mark Margolis, interprete di Nel Apgar
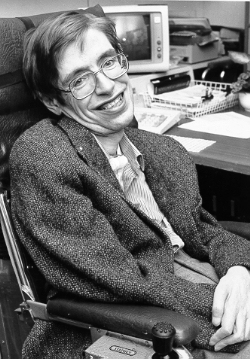
Stephen Hawking, interpreta sé stesso
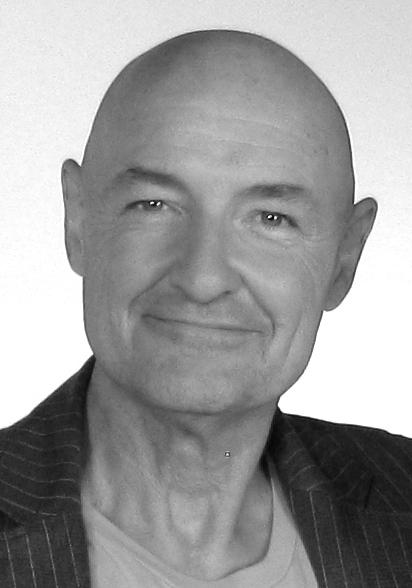
Terry O'Quinn, interprete di Erik Pressman